# Fate/stay night
Fate/stay night (jap. フェイト/ステイナイト, Feito/Sutei Naito) ist eine japanische Erogē-Visual-Novel des Spieleentwicklers Type-Moon, die am 30. Januar 2004 erschien. Es handelt sich um das erste kommerzielle Computerspiel der Firma. Das Spiel wurde später auch mehrfach als Anime und Manga adaptiert.

## Inhalt

### Welt
Fate/stay night begleitet zwei Wochen lang das Leben von Emiya Shirō, einem Schüler der Homurahara Oberschule in Fuyuki City. Vor 10 Jahren starben seine Eltern in einem Feuer, das beinahe auch ihn getötet hätte und einen Teil der Stadt komplett zerstört hat. Shirō wurde damals von Kiritsugu Emiya gerettet und adoptiert.
Kiritsugu wollte in seinem Leben die Schwachen und Unschuldigen beschützen, mit dem Ideal, dass alle glücklich sein sollten. Weil er selbst dies nicht geschafft hat und weil Shirō davon sehr bewegt ist, fällt dieser die Entscheidung, diese Lebensaufgabe von seinem Adoptivvater zu übernehmen und nicht zu versagen. Um dies zu erreichen, möchte er von ihm lernen, Magie zu benutzen, stellt sich jedoch als größtenteils talentlos heraus. Nach Kiritsugus Tod trainiert er alleine weiter.
Was Shirō nicht weiß, ist, dass Fuyuki City der Austragungsort eines geheimen, blutigen Kampfes zwischen Magiern ist. Sieben Magier versammeln sich, um den Heiligen Gral zu erlangen, ein legendäres Artefakt, das einem jeden Wunsch erfüllen kann. Der Kampf findet normalerweise alle 60 Jahre statt, wobei der letzte eine Dekade her ist.
Jeder der „Master“ (Meister) genannten, teilnehmenden Magier wird von einem „Servant“ (Diener) unterstützt, einem herbeibeschworenen Wesen, das die Verkörperung eines Helden vom „Thron der Helden“ ist. Diese Heldenseelen besitzen übermenschliche Fähigkeiten und benutzen mächtige Waffen oder Fähigkeiten, die „Noble Phantasms“ (宝具 Hōgu) genannt werden. Diese werden aktiviert, indem der Servant ihren wahren Namen ausspricht. Der Nachteil hierbei ist, dass Feinde, wenn sie erst die spezielle Fähigkeit des Servants kennen, oft auf den Helden schließen können, den sie darstellen. Das enthüllt ihre Schwachstellen, deswegen ist der Einsatz eines Noble Phantasms normalerweise dazu gedacht, den Gegner sofort zu töten. In jedem Kampf um den Gral kann jeweils ein Servant für jede der sieben Klassen herbeigerufen werden. Die Klassen sind: Saber (Schwertkämpfer), Archer (Bogenschütze), Lancer (Speerkämpfer), Berserker, Rider (Reiter), Assassin (Auftragsmörder) und Caster (Magier).
Nur Master können den Heiligen Gral erlangen da dieser die Geister aller 7 Servants benötigt. Die Servants sind gezwungen mit den Master zu kooperieren, da sie ohne einen Anker und ausreichend Mana nicht in der Welt verbleiben dürfen. Master können ihre Servants mit drei Befehlszaubern kontrollieren. Mit jedem Zauber können sie dem Servant einen Befehl geben, der nicht verweigert werden kann.
Die Handlung im Spiel ist stark abhängig davon, welchem der drei Handlungsstränge der Spieler mit seinen Entscheidungen folgt.

### Prolog
Der Prolog wird zunächst aus der Sichtweise von Rin Tōsaka erzählt. Zehn Jahre sind vergangen seit Rins Vater am letzten Gralskrieg teilgenommen und darin gefallen ist. Seitdem hat Rin für den nächsten Krieg trainiert und hat den letzten Willen ihres Vaters gefunden und dechiffriert, in der er Rin unter anderem einen hundert Jahre alten Anhänger hinterlässt, der so viel Mana enthält wie Rin in 10 Jahren generieren könnte. Rin geht normal zur Schule und versucht in der Nacht einen Saber-Servant zu beschwören. Sie macht aber einen Fehler und beschwört Archer. Sofort verschwendet sie einen ihrer drei Befehlszauber, als sie und Archer sich heftig streiten. Rin nimmt sich am nächsten Tag frei, um Archer stattdessen die Stadt zu zeigen und erkennt nachts einen Schüler, der sie ebenfalls sieht. Auf dem Weg nach Hause sieht sie, wie ein blonder Mann Rins Mitschülerin, Sakura Matō, anspricht, der nicht sehr menschlich wirkt.
Am nächsten Tag hat jemand ein Feld um die Schule aufgebaut, das allen Menschen die Lebensenergie langsam stiehlt. Als Rin versucht das Feld zu sabotieren, taucht Lancer auf und es kommt zum Kampf zwischen Lancer und Archer. Als Lancer sein Noble Phantasm einsetzen will, wird ein Zeuge bemerkt, den Lancer prompt beseitigen will. Rin kommt zu spät und der Schüler liegt regungslos mit einer Stichwunde am Herzen am Boden. Rin schickt Archer los um Lancer zu finden und möchte sich zumindest von dem Schüler verabschieden, reagiert allerdings geschockt, als sie ihn wiedererkennt. Sie entscheidet sich ihren Trumpf, den Anhänger, den ihr Vater ihr hinterlassen hat, zu benutzen, um den Schüler zu retten. Sie lässt den Anhänger dort zurück und geht nach Hause. Als Archer zurückkehrt, ist Lancer entkommen. Archer gibt Rin ihren Anhänger zurück. Als Rin bemerkt, dass Lancer wahrscheinlich wieder versuchen wird, den Zeugen zu töten, eilt sie schnell zum Haus ihres Mitschülers, wird aber selber überrascht, als ein weiterer Servant auftaucht und Archer schwer verletzt. Rin benutzt ihren zweiten Befehlszauber und schickt Archer fort. Sie versucht, den unbekannten Servant mit Magie anzugreifen, diesem Angriff wird aber mühelos widerstanden und Rin vom Servant, den sie als Saber erkennt, überwältigt.

### Shirōs Prolog
Die ersten drei Tage, die im Prolog aus Rins Sichtweise erzählt werden, werden nun aus Shirō Emiyas Sicht erzählt. Shirō träumt vom Inferno, das vor zehn Jahren hunderte Menschen getötet und Shirō schwer verletzt hat. Er erinnert sich auch an den Tag, als der Mann der ihn gerettet hat, Kiritsugu Emiya, Shirō adoptiert und ihm offenbart, dass er ein Magier ist.
Shirō wird von Sakura geweckt und beginnt normal seinen Tagesablauf. Shirō hört von seltsamen Ereignissen in Fuyuki, wie zum Beispiel vom Mord einer ganzen Familie und die Gaslecks in der Stadt, durch die viele Menschen bewusstlos wurden. Auf dem Weg von der Schule nach Hause trifft er ein Mädchen mit weißem Haar, das ihn warnt, dass er sich beeilen soll, wenn er nicht sterben wolle. Shirō geht verwirrt nach Hause und trainiert nachts seine Verstärkungsmagie. In der Nacht träumt Shirō von einem Schwert. Der nächste Tag läuft wieder routinemäßig ab und Shirō geht nach der Schule zur Arbeit. Auf dem Weg nach Hause sieht er in der Innenstadt seine Mitschülerin, Rin Tōsaka, die aber sofort wieder verschwindet.
Am darauffolgenden Tag bemerkt Shirō seltsame Spuren an Sakuras Hand und vermutet, dass ihr Bruder, Shinji, sie wieder geschlagen hat. Shirō stellt Shinji in der Schule zur Rede, dieser leugnet aber Shirōs Anschuldigungen und spannt Shirō dazu ein, das Bogenschützendojo sauberzumachen. Shirō bleibt daraufhin bis spät in die Nacht in der Schule. Dann sieht er Archer und Lancer kämpfen. Allerdings wird Shirō von Lancer bemerkt und rennt um sein Leben, wird aber durch einen Stich ins Herz von Lancer schwer verletzt. Shirō verliert daraufhin das Bewusstsein, wacht aber unverletzt auf. Nachdem er als Stressreaktion zunächst den Boden sauber macht und einen Anhänger, den er dabei gefunden hat, aufhebt und mitnimmt, geht Shirō nach Hause, wird aber wieder von Lancer angegriffen, versucht sich verzweifelt zu verteidigen und flieht in seine Scheune. Ohne Ausweg in der Scheune bereitet er sich auf das Schlimmste vor, aber bevor Lancer seinen tödlichen Stoß ausführen kann, taucht eine junge Frau in Rüstung auf, die Shirō verteidigt. Sie stellt sich Shirō als Saber vor und Saber schlägt Lancer in die Flucht, wird aber zunächst von seinem Noble Phantasm, Gáe Bolg, getroffen. Sie spürt aber einen weiteren Servant, den sie sofort versucht anzugreifen.

### Fate
Saber verletzt Archer schwer, der daraufhin von Rin weggeschickt wird, und ist kurz davor Rin auch zu töten, Shirō bittet Saber aber aufzuhören und ihm alles zu erklären. Rin gibt sich zu erkennen und klärt ihn auf, als Gegenleistung, dass er ihr Leben verschont. Rin nimmt ihn dann zur Kirche mit, wo der Schiedsrichter, Kirei Kotomine, ihn weiter aufklärt, und ihm unter anderem erzählt, dass das Ende des letzten Heiligen Gralkrieges für das Inferno von vor zehn Jahren verantwortlich ist. Shirō entscheidet sich daraufhin am Gralkrieg teilzunehmen, um noch so ein Szenario zu verhindern. Shirō und Rin werden auf dem Weg nach Hause von Illyasviel von Einzbern, dem Mädchen mit den weißen Haaren, das Shirō gewarnt hat, angegriffen. Saber hat keine Chance gegen Illyas Servant, Berserker. Als Shirō sich aber in den Angriff von Berserker wirft und sich schwer verletzt, zieht Illya sich enttäuscht zurück. Rin und Saber bringen Shirō nach Hause, wo seine lebensgefährliche Wunde aus mysteriösen Gründen komplett verheilt.
Shirō und Rin einigen sich darauf, eine Allianz einzugehen um sich selbst zu schützen und Berserker gemeinsam zu besiegen. Shirō und Rin entdecken einen Zauberbann, der über ihre Schule gelegt wurde und der allen Schülern dort ihre Lebenskraft entziehen würde. Während sie diesen Bann untersuchen und Informationen über andere Master und Servants sammeln, entdeckt Shirō, dass sein alter Freund Shinji Matō der Master von Rider ist. Shinjis Vorfahren waren Magier, aber er selbst besitzt keine magische Macht mehr. Shinji behauptet, nicht kämpfen zu wollen und gibt Shirō den Tipp, dass sich ein weiterer Servant im Ryūdō Tempel befindet.
Während Shirō es noch nicht für nötig hält, den Servant dort zu bekämpfen, begibt sich Saber alleine dorthin. Sie begegnet Assassin und es kommt zum Kampf. Gerade als beide ihre Noble Phantasms einsetzen wollen, erreicht auch Shirō den Schauplatz und stoppt den Kampf. Assassin spürt einen weiteren Servant in der Nähe und warnt Saber davor, ihre Identität preiszugeben, wenn sie jetzt weiterkämpften. Shirō findet bald heraus, dass der Master, der den Lebenskraftentzugszauber auf die Schule gelegt hat, Shinji war. Es kommt zur Konfrontation, bei der Shirō zuerst mithilfe seiner schwachen Magiefähigkeiten und Nahkampfkünste im Vorteil ist, bis letztlich aber Rider auftaucht und Shinji beschützt. Shirō ruft Saber herbei und schlägt Rider in die Flucht. In der Nacht enthüllen im Kampfverlauf sowohl Saber als auch Rider ihre Noble Phantasms. Im Falle von Rider ist es ihr goldenes Geschirr, Bellerophon, womit sie ihr geflügeltes Pferd, Pegasus, kontrolliert. Im Falle von Saber ist es das Schwert Excalibur. Rider wird von Saber besiegt. Shinji kann nicht fliehen, sondern wird von Illyasviel, dem Master von Berserker, die den Kampf heimlich verfolgt hat, getötet.
Von nun an träumt Shirō von Sabers Vergangenheit als Artoria, einer einsamen Herrscherin, die für ihr Land kämpft. Shirō begegnet beim Einkaufen Illyasviel von Einzbern, dem jüngsten Master. Er möchte sich mit ihr anfreunden, aber sie entführt ihn in ihr Schloss. Saber, Rin und Archer eilen zu seiner Rettung. Sie werden bei der Flucht von Berserker konfrontiert und Archer opfert sich, um die anderen drei zu retten. Sie erreichen eine Hausruine, wo sie die Nacht verbringen und Shirō unter Anleitung von Rin eine Möglichkeit nutzt, Sabers Mana aufzufüllen. Nach einem erfolgreichen Kampf gegen Berserker stellt Illya keine Bedrohung mehr dar, freundet sich mit Shirō an und lebt ab diesem Augenblick mit in seinem Haus. Kurze Zeit später wird dieses Haus von Caster angegriffen, welche offenbart, dass Assassin bereits tot sei, doch ein anderer Servant in goldener Rüstung mischt sich ein und tötet Caster bevor Shirō und Saber diese angreifen können. Saber identifiziert ihn als einen weiteren Servant der Archer-Klasse, der eigentlich im letzten Krieg um den Heiligen Gral aufgetaucht ist. Shirō erfährt, dass Saber im letzten Krieg der Servant seines Adoptivvaters, Kiritsugu, war und dieser sie am Ende gezwungen hat, den Gral zu zerstören.
Am nächsten Tag verbringen Shirō und Saber den Tag zusammen, werden am Abend jedoch vom goldenen Archer angegriffen, der sich als Gilgamesh herausstellt, dem König der Helden. Im Kampf wird Shirō schwer verletzt, kann aber entkommen und wird von Saber geheilt. Am nächsten Tag wollen sie Kotomine in der Kirche aufsuchen und um Rat fragen. Der allerdings ist nicht so neutral wie er sein sollte und in Wahrheit der Master von Lancer und Gilgamesh. Es kommt erneut zum Kampf, bei dem jedoch Lancer sich entschließt, die Seiten zu wechseln. Erneut können Shirō und Saber entkommen, und Lancer stirbt. Kotomine verletzt Rin schwer und entführt Illya. Er möchte sie als Gefäß für den Heiligen Gral benutzen. Shirō und Saber begeben sich zum Ryūdōtempel, wo Gilgamesh sich Saber in den Weg stellt. Shirō erkennt, dass er die ganze Zeit Avalon, Sabers mächtigstes Noble Phantasm und Excaliburs Schwertscheide, in sich trug, was ihn bisher stets geheilt hat. Er gibt es ihr zurück und Saber kann so Gilgamesh besiegen, während er es gleichzeitig mit seiner Magie perfekt reproduziert um Kirei zu besiegen. Der Heilige Gral wird zerstört. Saber entscheidet sich in ihre Zeit zurückzukehren und dort ihrem Tod ins Auge zu sehen. Shirō, der sie liebt, lässt sie schweren Herzens ziehen.

### Unlimited Blade Works
In Unlimited Blade Works schafft Shirō es am dritten Tag, Saber mit einem Befehlszauber rechtzeitig aufzuhalten, bevor sie Archer schwer verletzt, was die Geschehnisse vollkommen verändert. Rin nimmt wie in 'Fate' Shirō mit zur Kirche und sie werden wieder von Illyasviel angegriffen. Da Archer aber jetzt mit von der Partie ist, ist der Kampf ausgeglichener. Saber lockt Berserker zum Friedhof, wo sie sich besser gegen ihn behaupten kann, ihm allerdings keinen einzigen Kratzer zufügen kann. Archer warnt Rin, aus sicherer Entfernung, zu fliehen, und schießt einen Pfeil auf Berserker, der gezwungen ist diesen zu parieren. Beeindruckt von Archers Stärke, entscheidet Illya, Rin und Shirō am Leben zu lassen und zieht sich zurück. Shirō, der Saber vor Archers Schuss retten musste, wird durch die, durch den Schuss ausgelöste Explosion, herumfliegenden Teile schwer getroffen und verliert das Bewusstsein, woraufhin er von Saber und Rin nach Hause gebracht und verarztet wird, wobei seine Wunde aus seltsamen Gründen vollkommen verheilt. Shirō träumt von einer Welt aus Schwertern.
Da Rin mit einem gesunden Archer es nicht für nötig hält eine Allianz mit Shirō einzugehen, erklärt sie sich und ihn für Feinde. Shirō findet Saber in seinem Dojo, wo sie ihm weitere Regeln über den Gralkrieg erklärt und ihn bittet sie nicht zu fragen, welcher Held sie ist, da er zu unerfahren ist. Shirō findet Verständnis dafür und besucht die Schule am Sonntag, um Taiga etwas zu essen mitzubringen. Saber begleitet ihn und Shirō zeigt ihr nebenbei die Schule. Dort trifft Shirō auch auf eine Freundin vom Bogenschützenklub, Ayako Mitsuzuri, die ihm gegenüber entgegnet, dass er niemals lache. Auf dem Weg nach Hause bemerken Sakura und Taiga, dass Saber zu Shirō gehört, der ihnen daraufhin erklärt, dass Saber in den nächsten Tagen bei ihm leben werde. Sakura und Taiga beschließen dann ebenfalls bei ihm zu übernachten, damit er nichts Unanständiges machen kann. Rin versucht währenddessen den Servant aufzuspüren, der für die „Gaslecks“ verantwortlich ist. Sie schlussfolgert, dass Caster der Servant ist, den sie sucht. Archer fragt Rin, warum sie nicht zuerst Shirō beseitigen wolle, wobei Rin ihm entgegnet, dass sie Shirō töten würde, wenn er den Gralkrieg nicht ernst nimmt. Shirō träumt in der Nacht von der mondbeschienenen Nacht, als Kiritsugu Shirō seinen Traum hinterließ und dann friedlich starb.
Am nächsten Tag geht Shirō ohne Saber zur Schule, da es ungefährlich sei am Tag ohne Servant herumzulaufen und Saber sich nicht wie die anderen Servants dematerialisieren kann. Rin bemerkt dies und ist irritiert. Shirō bleibt länger in der Schule, um die Geschehnisse um Ayako zu untersuchen, da sie angegriffen wurde. Rin konfrontiert Shirō alleine in der Schule und versucht ihn auszuschalten. Kurz bevor sie das schafft schreit aber eine Schülerin auf, die von einem Servant lebensbedrohlich verletzt wurde. Rin versucht sie zu retten und wird fast von dem Servant getötet. Shirō folgt dem Servant in den Wald und wird fast selber von Rider getötet, als Rin rechtzeitig hereilt und ihn rettet. Sie nimmt ihn daraufhin zu sich nach Hause mit, wo sie seine Wunde verarztet. Dort sieht sie wieder Shirōs unternatürlich starken Heilungskräfte und vermutet, dass es mit dem Pakt zwischen Shirō und Saber zu tun haben muss. Shirō und Rin einigen sich auf eine Allianz, bis die Bedrohung in der Schule besiegt ist. Shirō und Rin lernen sich besser kennen und reden über ihre Leben als Magier bis spät in die Nacht. Rin lässt Archer Shirō nach Hause eskortieren. Die beiden verstehen sich aber schlecht und Shirō stellt Archer zur Rede. Dieser hält Shirō für inkompetent und offenbart ihm, dass Heldenseelen, die als Patron arbeiten müssen, nur den Menschen als Sklaven dienen und keinen eigenen Willen haben. Archer erzählt Shirō, dass er keinen Wunsch habe, den der Gral ihm erfüllen könne und klärt ihn über Sabers Selbstlosigkeit auf. Irritiert geht Shirō allein in sein Haus, wo er Saber über die Allianz mit Rin aufklärt und herausfindet, dass Archer die Wahrheit über Saber gesagt hat. In der Nacht träumt Rin von Archers Leben und wie er zur Heldenseele wurde.
Am nächsten Tag trifft Shirō auf Shinji, der ihm offenbart, dass er das Lebensabsorptionsfeld um die Schule errichtet hat, um sich angeblich zu schützen, und bietet Shirō an sich zusammenzuschließen, was Shirō ablehnt. Rin bittet ihn nach der Schule um Hilfe, um das Feld in der Schule zu schwächen. Sakura muss Shirō mitteilen, dass sie in nächster Zeit ihn nicht mehr besuchen kann. In der Nacht wird Shirō von Caster hypnotisiert und in den Ryūdōtempel gelockt, wo sie versucht ihm seine Befehlszauber zu entreißen um anschließend Saber zu stehlen. Saber bemerkt Shirōs Verschwinden und eilt zum Tempel, wird aber von Assassin gestoppt. Kurz bevor Caster aber Shirōs Arm abtrennen will, taucht Archer auf und befreit Shirō von Casters Kontrolle. Er erklärt Shirō, dass Caster für die „Gaslecks“ in der Stadt verantwortlich ist, und den Menschen die Energie abgezogen hat. Es kommt zum Kampf, wobei Archer Caster mit einem Pfeil schwer verwundet. Er tötet sie aber nicht. Caster bietet daraufhin Archer und Shirō an, sich ihr anzuschließen. Shirō lehnt sofort ab, Archer zögert aber zunächst, bevor er ebenfalls ablehnt. Archer lässt Caster aber gehen, da er sie für nützlich hält um Berserker zu besiegen und nur gekommen ist, um Shirō zu retten. Caster verschwindet daraufhin und es kommt zum Streit zwischen Archer und Shirō, der Casters Verhalten nicht gutheißen kann. Als Shirō sturerweise in den Tempel will, greift Archer Shirō hinterrücks von hinten an und versucht ihn zu töten. Kurz bevor Archer Shirō den finalen Stoß geben will, teilt Archer Shirō mit, dass er ein Heuchler sei und an seinen Idealen ersticken solle. Shirō schafft es aber die Treppen rechtzeitig runterzuspringen, wo Saber ihn findet. Assassin lässt Shirō und Saber gehen und hält Archer auf, mit dem Versprechen, dass sie ihren Kampf fortführen werden. Shirō wird zu Hause von Saber behandelt. Er ist nicht sauer, dass Archer ihn töten wollte, sondern mehr weil er die Menschen von Fuyuki opfern wolle, um Berserker zu besiegen, und daher nicht besser sei als Caster. Saber merkt aber seinen reinen Kampfstil an, und schlussfolgert, dass er reinen Herzens sein muss. Shirō bittet Saber um weitere Übungsstunden mit dem Schwert. In der Nacht träumt Shirō wieder von einer Welt aus Schwertern, wobei er selber langsam zu einem Schwert wird.
Am nächsten Tag trainieren Shirō und Saber zusammen, wobei Shirō deutlich weniger Fehler macht, da er Archers Technik kopiert. In der Schule entschuldigt Rin sich bei Shirō, die von Archer erfahren hat, was in der Nacht passiert ist und erzählt ihm, dass sie Archer mit einem Befehlszauber verboten hat, Shirō oder Saber anzugreifen, solange Rin und er verbündet sind. Als Shirō und Rin sich weiter unterhalten, entgegnet Rin Shirō, dass Shinji ihr angeboten hat, sich mit ihm zu verbünden, sie aber abgelehnt hat, da sie schon Shirō habe. Kurze Zeit später aktiviert der wütende Shinji verfrüht Riders Absorptionsfeld. Gleichzeitig tauchen Drachenzahnsoldaten in der Schule auf. Rin kann Archer nicht erreichen, woraufhin Shirō seinen zweiten Befehlszauber benutzt, um Saber zu rufen. Die drei teilen sich auf und Saber wird von Caster konfrontiert, während Rin und Shirō versuchen die Quelle des Feldes auszuschalten. Als sie Shinji aber finden, finden sie gleichzeitig Rider vor, die getötet wurde. Das Feld hebt sich daraufhin automatisch auf. Shinji sagt aber nicht wer sie getötet hat und flieht. Rin merkt an, dass Shirō nicht so schwer vom Anblick der totwirkenden Schüler getroffen wurde, wobei Shirō ihr entgegnet, dass er es gewohnt sei Leichen zu sehen und so erkennen konnte, dass die Schüler noch leben. Archer kommt verspätet zur Schule und streitet sich mit Saber, als er sich über Rider lustig macht. Rin möchte ihre Allianz mit Shirō aufrechterhalten, da es einen weiteren Master in der Schule geben muss. Rin will Kirei benachrichtigen, der die Geschehnisse vertuschen soll, und sie und Shirō trennen sich und gehen nach Hause. Kurz bevor er schlafen geht, merkt Shirō in seinen Gedanken an, dass Rin gar nicht so hart ist, wie sie immer tut und er wirklich gerne diesem Mädchen, das er für perfekt hält, helfen möchte. In der Nacht träumt Rin weiter von Archers Leben und wie er starb.
Shirō geht am nächsten Tag wieder zur Schule und Rin erklärt Shirōs Freund, Issei Ryūdō, für verdächtig. Shirō versucht herauszufinden, ob Issei der Master ist, den sie suchen und stellt fest, dass er es nicht ist, was er dann auch Rin mitteilt. Shinji hat sich inzwischen in die Kirche begeben und sucht Schutz bei Kirei. Erniedrigt und wütend erklärt er Kirei, dass er nur verloren habe, weil Rider so schwach gewesen sei. Kirei bietet ihm daraufhin an weiterzumachen, da es noch einen Servant gebe, der keinen Master zur Zeit hat. In der Nacht träumt Rin von Archers undankbarem Leben, und wie seine harte Arbeit niemals entlohnt wurde, wie er nach dem Tod und seiner anschließenden Aufgabe als Schutzpatron und Heldenseele nur Tod und Zerstörung sah. Archer wurde in seinem Leben von vielen verraten und wurde letzten Endes von der einzigen Sache, an die er geglaubt hat, seine Ideale, verraten. Archers Entscheidungen in seinem Leben machen Rin wütend. Shirō denkt in der Nacht an Archers Schwerter.
Rin wacht wütend auf und bereitet sich für die Schule vor. Archer beschwert sich abermals über Rins Bündnis mit Shirō und schlägt vor sich mit Caster zu verbünden, was Rin verärgert ablehnt. In der Schule setzen Shirō und Rin ihre Untersuchung fort, wobei Shirō erfährt, dass sein Geschichts- und Ethiklehrer, Sōichirō Kuzuki, ebenfalls im Ryūdōtempel, angeblich mit seiner Verlobten, wohnt. Rin beschließt Kuzuki auf dem Weg nach Hause anzugreifen. Shirō nimmt Saber mit, Rin macht sich aber über Archers Verhalten sorgen und lässt ihn deswegen zu Hause. Als Rin versucht Kuzuki anzugreifen, taucht Caster auf, die ihn beschützt. Shirō stellt Kuzuki zur Rede und fragt, ob er sich über Casters Taten bewusst ist. Kuzuki verneint dies, merkt aber an, dass ihm die Menschen, die er nicht kennt, und was Caster mit ihnen macht, egal sei und er nicht am Gralkrieg teilnehmen wolle. Saber greift daraufhin Kuzuki an, der aber, zur Überraschung aller anderen einschließlich Casters, sich selbst verteidigen kann und, mit Casters Magie verstärkt, Saber gnadenlos mit Hilfe seiner „Schlangentechnik“ mit seinen Fäusten niederschlägt. Als er sich Rin und Shirō widmet, während Caster sich um Saber kümmern will, kann Shirō Archers Schwerter, Kanshō und Bakuya, projizieren und hält Kuzuki auf. Saber steht rechtzeitig auf und Kuzuki, der anmerkt, dass seine Technik nicht zweimal bei Saber funktionieren werde, zieht sich zurück. Rin stellt Shirō zur Rede, da er ihr gesagt hat, dass er nur Verstärkungsmagie beherrsche und Shirō erklärt ihr, dass er zum ersten Mal so eine nützliche Projektion erschaffen konnte. Da ihr Hinterhalt nicht funktioniert hat, beschließen Rin und Shirō nach Hause zu gehen. Shinji befindet sich inzwischen mit seinem neuen Servant zu Hause. Dort erklärt der blonde Fremde seine Beweggründe, die Shinji aber nicht versteht.
Shirō wacht am nächsten Tag halb paralysiert auf, geht aber dennoch zur Schule. Wieder zurück zu Hause, bekommt er unerwarteten Besuch von Rin, da er sich nicht bei ihr gemeldet hat um ihre weiteren Pläne zu diskutieren. Sie bleibt zum Abendessen und die beiden reden neben ihren Plänen weiter über ihre Leben als Magier. Dabei bemerkt Rin, dass Shirō an seiner Magie, oder überhaupt an etwas anderes, keinen Spaß findet und ist sauer darüber, dass er sich nur um andere und nicht um sich selbst kümmert, nicht unähnlich wie Archer. Sie beschließt die Nacht bei Shirō zu verbringen. In der Nacht will Shirō seine Magie weiter trainieren und Saber findet ihn in seiner Scheune. Dort erklärt Shirō Saber seine Fähigkeiten und Archer taucht plötzlich auf. Shirō bemerkt aber, dass Archer nicht auf Streit aus ist. Archer weiß über Shirōs Paralyse Bescheid und behandelt ihn. Shirō stellt Archer zur Rede, was er damit gemeint hat, als er Shirō gesagt hat, dass er an seinen Idealen ersticken solle und Archer erklärt ihm, dass der Grund, weswegen Shirō anderen Menschen helfen wolle, kein Ideal sein darf, da er dann am Ende nur seine Ideale beschützen würde. Archers harte, ehrliche Worte nehmen sowohl Shirō als auch Saber mit.
Am nächsten Tag hat Rin ein Date mit Shirō geplant. Dieser versucht sich rauszureden und gibt vor, dass er nicht ohne Saber rausgehen könne, woraufhin Saber die beiden begleitet. Während des Dates sagt Rin seltsame Dinge, wie dass sie weiß, dass Shirō noch wachsen und zu einem tollen Mann heranwachsen werde, was ihm peinlich ist. Shirō macht das ganze Date eigentlich Spaß, aber er selber findet, dass er es nicht verdient habe, weswegen er Rin nicht sagen kann, dass er Spaß gehabt hat. Als Shirō und Rin Shirōs Haus erreichen, merkt Shirō, dass das Schutzfeld, das Kiritsugu aufgebaut hat, zerstört wurde. Im Haus finden sie Caster, die Taiga in ihrer Gewalt hat. Caster will, dass Shirō sich ihr anschließt, was er aber ablehnt. Sie offenbart, dass sie weiß, dass Shirō ein Opfer des letzten Gralkrieges ist, was Rin schockiert. Sie bietet ihm eine Alternative für Taigas Leben an. Wenn Shirō seinen Arm mit den Befehlszaubern abtrennt, würde sie Taiga verschonen. Saber und Rin halten das für Wahnsinn, Shirō willigt aber ein. Als Saber dennoch zum Angriff ausholt und Caster davor ist, Taiga zu töten, stoppt Shirō Saber mit seinem letzten Befehlszauber. Caster setzt daraufhin ihr Noble Phantasm, Rule Breaker, gegen Saber ein, und hebt den Pakt zwischen Shirō und Saber auf. Sofort zwingt Caster Saber dazu, einen neuen Pakt mit ihr zu schließen und gibt Shirō im Gegenzug Taiga. Sie befiehlt Saber, mit einem ihrer drei neuen Befehlszauber, Rin zu beseitigen, Shirō stellt sich ihr aber in den Weg. Saber, die es mit ihrer Magieresistenz schafft Casters Befehl zurückzuhalten, fleht Shirō und Rin an zu fliehen, was die beiden dann auch tun.
Zu Hause bei Rin, merkt Rin, dass Shirōs Wunden nicht mehr gut heilen. Sie sagt einem halb bewusstlosen Shirō, dass er nicht mehr kämpfen muss. Rin erklärt Archer die Situation, und dass Caster die Fähigkeit besitzt, den Pakt zwischen Servant und Master zu beenden. Archer fragt, ob ihr Bündnis mit Shirō jetzt beendet sei, aber Rin sagt, dass dies erst offiziell der Fall wäre, wenn Shirō es ihr selbst sagt. Archer und Rin machen sich auf die Suche nach Caster. Diese ist wieder am Ryūdōtempel, wo sie Assassin sagt, dass er den Tempel schützen solle, solange sie nach dem Niederen Gral sucht. Sie sucht Kirei in der Kirche auf und greift ihn an, offensichtlich tödlich. Shirō wacht währenddessen auf und stößt dabei benommen Rins Juwelenschatulle um. Dort bemerkt er einen Anhänger, der genauso aussieht wie der Anhänger, den er mitgenommen hat, nachdem jemand sein Leben gerettet hatte. Shirō schlussfolgert, dass Rin ihn gerettet haben muss und sucht sie. Er findet sie auf dem Dach eines Hochhauses, wo Rin ihm erklärt, dass er jetzt nutzlos sei und Saber nicht helfen könne. Sie warnt ihn nicht weiterzumachen, da er sonst sterben würde. Shirō begibt sich nach Hause und geht schlafen, um am nächsten Tag Rin zu finden und ihr für alles was sie für ihn getan hat zu helfen und weil es das einzige ist, was er tun kann.
Nachdem sich Caster Kirei entledigt hat, sucht sie verzweifelt nach dem Gral, wird aber nicht fündig. Gleichzeitig versucht sie Saber, die sich immer noch gegen Caster wehrt, fügig zu machen, als Kuzuki auftaucht und sie fragt, was sie die ganze Zeit gemacht hat. Caster klärt ihn auf und Kuzuki beschließt in der Kirche zu verweilen, bis Caster bereit ist zu gehen. Rin träumt wieder über Archers Leben. Rin sieht, dass Archer in seinem Leben nach dem Tod und den Aufstieg zum Thron der Helden, nur die Fehler und Konflikte der Menschen mit Gewalt beenden musste, und dieses bedeutungslose Töten brachte Archer letzten Endes dazu, die Welt der Menschen zu hassen. Rin wacht auf und bemerkt, dass sie im Stehen, vor lauter Müdigkeit, eingeschlafen war. Sie hat Caster bereits ausfindig gemacht und befindet sich am Friedhof, nicht weit entfernt von der Kirche. Als Archer auftaucht, fragt Rin ihn, ob er jemals die Dinge, die er getan hat, bereut, und ob er bis zum Ende an sich selbst glauben kann. Archer sagt, dass jemand wie sie niemals etwas bereuen würde und dass ihre Frage bedeutungslos sei, da er sein Ende bereits erlebt hat. Rin und Archer machen sich dann auf dem Weg.
In der Zwischenzeit hat sich Shirō auf die Suche nach Rin begeben. Ohne Erfolg beschließt er zum Schluss Kirei in der Kirche einen Besuch abzustatten, dort findet er allerdings Rin, Archer, Caster, Saber und Kuzuki. Rin verfolgt eine Strategie mit Archer, dieser sagt aber, dass sie gegen Caster schlechte Karten hätten und offenbart, dass Caster Medea, die Prinzessin von Kolchis ist. Archer, der Shirō bemerkt hat, bietet sich Caster an, was Rin schockiert. Caster zögert zunächst, willigt aber ein und nimmt Archer als ihren Servant auf. Bevor Kuzuki Rin aber töten kann, springt Shirō runter und projiziert noch einmal Archers Schwerter. Archer bittet daraufhin, die beiden gehen zu lassen, als Gegenleistung für seinen Übergang und Caster willigt ein. Rin fängt draußen an zu weinen und Shirō und Rin ruhen sich am nahe gelegenen Friedhof aus, wo Rin anfängt ihre Taten zu bereuen. Shirō ermutigt sie aber wieder und erklärt ihr, warum er ihr zu Hilfe kam: Er zeigt ihr Rins Anhänger, den er in Rins Schatulle fand und sagt ihr, dass er ebenfalls so einen Anhänger zu Hause hat, den er mitnahm, nachdem Lancer ihn fast getötet hatte. Verwundert steckt Rin den Anhänger ein und Shirō sagt Rin, dass er sie liebt, die verlegen reagiert, ihm aber dankt. Beide gehen dann zu Shirōs Haus, wo sie weiter ihre Pläne besprechen. Sie beschließen andere Master aufzusuchen und sich mit ihnen verbünden zu wollen. Da Lancers Master aber nicht auffindbar ist, wollen sie Illya besuchen, die ein Schloss am Rande der Stadt besitzt.
Caster sucht währenddessen weiter erfolglos nach dem Gral und erinnert sich an ihren früheren Master, der sie schlecht behandelt hatte, woraufhin sie ihn tötete. Sie merkt an, wie sie immer nur von allen benutzt wurde, als sie noch lebte und danach. Sie hätte nicht überlebt, wenn Kuzuki nicht aufgetaucht wäre, und später mit ihr einen Pakt einging. Allerdings kommunizieren die beiden schlecht miteinander und Caster merkt, dass es gar nicht gut läuft zwischen den beiden. Archer, der für Caster Wache steht, taucht plötzlich auf und möchte sich unterhalten. Dabei offenbart Caster, dass Heldenseelen wie sie normalerweise nicht beschworen werden können und etwas seit dem dritten Gralkrieg schief ging. Sie fragt sich warum Archer sich ihr angeschlossen hat, da er gar nicht unzufrieden mit Rin war.
Inzwischen haben sich Shirō und Rin auf dem Weg zum Schloss gemacht und betreten den Einzbernwald. Rin erzählt Shirō, dass Archer Berserker als Herakles erkannt hat, was von Vorteil sein könnte, da er und Medea sich im früheren Leben gekannt haben. Als sie aber im Schloss ankommen, ist Illya in einen Kampf mit dem fremden achten Servant und Shinji verwickelt. Berserker versucht verzweifelt Illya zu verteidigen, wird aber letztendlich zwölfmal getötet und stirbt endgültig. In einem Flashback wird gezeigt, wie die Einzberns vor zehn Jahren von ihrem Master verraten wurden, als er am Ende den Gral zerstörte, und wie sehr Illya seitdem leiden musste. Der blonde Servant tötet Illya langsam und qualvoll, und als Shirō aus seinem Versteck rauskommt, um ihn aufzuhalten, reißt der blonde Servant der bereits bewusstlosen/toten Illya das Herz aus der Brust. Shinji stellt seinen neuen Servant vor und bietet Shirō an ihn zu verschonen, wenn er darum bettelt, aber Shirō lehnt ab. Rin taucht plötzlich auf und droht Shinji zu töten, woraufhin der blonde Servant sich zurückziehen will, da Rin als Gefäß geeignet sei. Shinji bietet dann Rin noch einmal an sich mit ihm zusammenzuschließen, diese lehnt aber wieder ab. Wütend befiehlt Shinji, dass sein Servant, Gilgamesh, sie töten soll, dieser lehnt aber ab und verlässt das Schloss.
Shirō und Rin begraben Illya und Rin stellt Shirō zur Rede. Rin fragt ihn, warum er so verzweifelt versucht andere zu retten, selbst wenn er ohne Weiteres sein eigenes Leben aufs Spiel setzt, und Shirō erzählt ihr von dem Moment, als er von Kiritsugu gerettet wurde, wie er seinen späteren Adoptivvater bewundert hat und wie glücklich er war, als er gerettet wurde, und dass wenn so ein Chaos noch einmal passieren sollte, er diesmal alle retten wolle. Rin erklärt ihm, wie verrückt das alles ist, und dass er froh darüber sein sollte überlebt zu haben und sein Leben in vollen Zügen genießen sollte, aber Shirō entgegnet, dass es nicht falsch sein kann anderen helfen zu wollen. Als Shirō und Rin sich einen neuen Plan überlegen müssen, taucht Lancer plötzlich auf. Er hat die beiden beobachtet und schlägt ihnen ein Bündnis vor, bis Caster besiegt ist. Shirō und Rin willigen ein und Lancer freundet sich auf dem Weg zur Kirche mit ihnen an. Die drei besprechen ihren Plan und Rin bittet Lancer darum sich um Archer zu kümmern, ihn aber wenn es geht zu verschonen, während sie sich um Caster und Shirō um Kuzuki kümmern soll. Lancer sagt, dass Assassin an den Tempel gebunden ist und nicht kommen wird und Rin erklärt Shirō, dass der Anhänger den Shirō gefunden hat, einzigartig ist.
An der Kirche angekommen, stellt sich Archer ihnen in den Weg. Lancer greift Archer an, während Shirō und Rin sich in die Kirche begeben. Lancer, der sich im Gegensatz zum ersten Kampf zurückhalten musste, gewinnt nun relativ früh gegen Archer die Oberhand, der mit Mühe gerade so Lancers tödliche Angriffe abwehren kann. Lancer ist verwundert, warum Archer die Seiten gewechselt hat und Archer provoziert Lancer mit dem Wissen, dass es sich bei Lancer um Cú Chulainn handelt. Lancer setzt daraufhin Gáe Bolgs wahre Fähigkeit ein und wirft den Speer auf Archer, der wiederum seinen Schild, Rho Aias, hervorholt und Lancers Angriff abblockt. Dennoch schwer verwundet und ohne Energiereserven ergibt sich Archer, der anmerkt, dass Caster die beiden nicht länger beobachtet. Lancer, wütend und doch verwundert, wer Archer sein könnte, bemerkt verärgert, dass Archer das von Anfang an geplant hatte und lässt ihn gehen. In der Zwischenzeit in der Kirche provoziert Rin Caster, die Rin daraufhin angreift. Caster spielt mit Rin und liefert sich ein Zauberduell mit Rin, während Shirō verzweifelt versucht Kuzuki zu beschäftigen. In einem Moment der Unachtsamkeit kann Rin Caster allerdings überraschen und geht in den Nahkampf über, was für einen Magier vollkommen ungewöhnlich ist. Sie kann Caster schwer verwunden, schafft es aber nicht sie zu töten, da Kuzuki, der Shirō bereits besiegt hat, Caster zur Hilfe eilt. Er schlägt vor Saber einzusetzen, doch kurz bevor Caster dies tun kann erscheint Archer und spricht leise die Worte aus, die Shirō immer benutzt, um seine Magie zu aktivieren: Trace on. Dutzende von Schwertern erscheinen über Kuzukis Kopf und Caster stellt sich schützend davor entgegen, woraufhin sie stirbt. Kuzuki sieht, dass Archer von Anfang an Caster verraten wollte und greift ihn an, woraufhin er ebenfalls stirbt.
Casters Zauber auf Saber ist nun aufgehoben, nachdem Caster getötet wurde und Shirō rennt auf Saber zu. Diese schubst ihn aber aus dem Weg, als Archer wieder versucht Shirō zu töten. Archer offenbart, dass er sich nur Caster anschloss, damit sie Rins Befehlszauber entfernen konnte, die Archer daran gehindert haben Shirō zu töten. Saber, die erkennt wer er wirklich ist, stellt sich Archer vollkommen geschwächt und ohne eigenen Master entgegen. Als Archer kurz davor ist Shirō zu töten, schließt Rin aber einen Pakt mit Saber, die, stärker als je zuvor, nun Archer zurückdrängen kann. Saber bittet ihn aufzuhören, da er ohne Master keine Chance habe und selbst bald verschwinden würde, aber Archer entgegnet ihr, dass Archer-Servants auch ohne Master länger in der Welt bleiben können. Archer sieht sich nun gezwungen seine Reality Marble, seine eigene Welt, Unlimited Blade Works, einzusetzen, in der alle Schwerter, die er in seinem Leben gesehen hat, existieren. Archer gibt zu erkennen, dass er in seinem Leben ein Magier war, was aber keinen mehr überrascht. Er lässt einen Schwerthagel auf Saber fallen, Shirō stellt sich aber vor Saber und projiziert seinen eigenen Schwerthagel, der Archers Angriff abwehrt. Angewidert von Shirō, entführt Archer Rin, damit Shirō gegen ihn kämpfen muss und Shirō schlägt vor, dass sie sich im Einzbernschloss treffen. Draußen wartet Lancer und Shirō berichtet ihm, was passiert ist. Wütend auf Archer beschließt Lancer Shirō ein wenig weiter zu helfen, bis Rin in Sicherheit ist. Rin träumt noch einmal über das Leben von Archer. Sie begreift, dass der Thron der Helden unabhängig von Raum und Zeit ist. Sie ist sauer und möchte Archer helfen, weil sein Leben undankbar war und er sein Leben nach dem Tod verflucht hat. Rin wacht im Einzbernschloss auf und erzählt Archer, warum sie Shirō liebt und fragt Archer, ob er die Menschen satt habe, aber Archer antwortet nicht. Shirō begibt sich nach Hause um sich auszuruhen und seine Wunden ein wenig heilen zu lassen und sagt noch einmal, trotz des Wissens, dass sein Traum ein Superheld zu werden nur Heuchelei ist, dass er Archers Überzeugungen nicht akzeptieren wird.
Im Einzbernschloss wartend, ist Archer sich im Klaren, dass Shirō zu töten wahrscheinlich sinnlos ist, und ihn nicht befreien kann. Dennoch ist er verzweifelt genug es zu versuchen. Plötzlich tauchen Shinji und Gilgamesh auf, die Rin mitnehmen wollen. Archer stellt sich ihnen aber in den Weg, da er Shirō versprochen hat, Rins Sicherheit bis Tagesanbruch zu gewährleisten. Wohlwissend von Shinjis Minderwertigkeitskomplex, bringt Archer Shinji dazu, Rin nichts anzutun, bis Archer Shirō erledigt hat. Auf dem Weg nach draußen sagt Gilgamesh angewidert 'Faker' zu Archer. Shirō, begleitet von Lancer und Saber, trifft am Schloss ein, wo er Archer in der Eingangshalle begegnet. Archer sagt ihm, wo Rin ist und dass sie in Gefahr sei, woraufhin Lancer loszieht um sie zu retten. Saber kommt aber nicht mit, da sie den Kampf zwischen Shirō und Archer sehen muss. Archer erklärt Saber und Shirō, dass der Anhänger von Rin ein Erbstück ihres Vaters ist. Rin selbst hatte keinen Katalysator um eine Verbindung zu ihrem Servant aufzubauen, aber Archer besaß den Gegenstand, der ihn mit Rin verbindet. Da der Anhänger einzigartig ist und Shirō ihn besaß, nachdem Rin ihn gerettet hatte, ist Archers wahre Identität die Heldenseele EMIYA, Shirō, der am Ende zu einem Helden wurde und einen Pakt mit der Gegenkraft schloss. Er erzählt die Geschichte seines Lebens. Archer, als Superheld, musste weiter existieren, kämpfen und töten, solange es auf der Welt Konflikte gab. Er träumte im Gegensatz zu Kiritsugu nicht von Weltfrieden, von einer Welt ohne Konflikte, aber er konnte es dennoch nicht ertragen, wenn die Menschen um ihm herum weinen mussten. Und um seinen eigenen Konflikt, so viele wie möglich retten zu können, zu lösen, tötete er eine Minderheit, um die Mehrheit zu retten. Da er seinen Traum alle zu retten, aber nicht erfüllen konnte, wollte er nach seinem Tod als Heldenseele wenigstens das Überleben der Menschheit sichern können. Als er jedoch erkannte, dass seine Aufgabe als Schutzpatron nicht anders war als sein Leben als Mensch und er weiter töten musste, wurde er verbittert und wütend. Er begann sich selbst zu hassen und hat all seine Hoffnungen nun darauf gesetzt in eine Zeit beschworen zu werden, wo er sein Alterego töten, und ein solches Paradoxon auslösen kann, dass er aufhört zu existieren. Shirō fragt Archer, ob er sein Leben bereue, was Archer bejaht, woraufhin Shirō sich und ihn für zwei gänzlich verschiedene Personen hält, da Shirō niemals sein Leben bereuen werden würde. Beide messen sich in einem Kampf mit Projektionen und beginnen zu kämpfen.
Lancer findet den Raum, in dem Rin gefangen ist, und schlägt Shinji, der sich gerade an Rin heranmachen wollte, zur Seite. Als Lancer Rin befreien will, taucht sein Master, Kirei, auf, der Lancer zur Rede stellt, da er weit mehr getan hat, als ihm befohlen wurde. Kirei erzählt Rin, dass er ihren Vater im letzten Krieg getötet hat und dass er sie als Gefäß für den Gral verwenden will. Er befiehlt Lancer, Rin zu töten, dieser aber weigert sich. Kirei befiehlt Lancer daraufhin mit einem Befehlszauber sich selber zu töten, woraufhin Lancer sich Gáe Bolg ins Herz rammt und zu Boden geht. Kirei möchte nun Rin mit seinen eigenen Händen töten, aber Lancer ist noch nicht tot und tötet Kirei mit seinem Speer. Shinji, der nun denkt, dass niemand ihm nun im Weg steht, will sich endlich an Rin vergreifen, aber Lancer steht ein weiteres Mal auf und schlägt Shinji in die Flucht. Lancer befreit Rin und setzt seine Runenmagie ein, um das Schloss in Brand zu setzen. Rin bedankt und verabschiedet sich von Lancer.
Archer und Shirō kämpfen weiter und Archer zerschmettert jede Projektion von Shirō. Während des Kampfes werden die Kopfschmerzen, die Shirō immer hatte, solange er sich in der Nähe von Archer befand, immer schlimmer. Er sieht Erinnerungen aus Archers Leben und Archers Worte verletzen Shirō. Archer erzählt Shirō, dass er ein Held werden muss, da das das einzige Gefühl ist, das von ihm übrig ist. Shirō hat lediglich Kiritsugu und seinen Wunsch, anderen zu helfen, bewundert. Da dieses Gefühl nicht einmal Shirōs eigenes sei, ist er nichts anderes als ein Heuchler. Shirō, körperlich und seelisch schwer verwundet, ist kurz davor aufzugeben. Sein Körper weigert sich aber und Sabers Schwertscheide ist noch da, um seine Wunden am Körper zu verheilen. Shirō kämpft entschlossen weiter und sagt, dass sein Weg nicht falsch sein kann. Shirō besiegt Archer. Gilgamesh taucht plötzlich auf und möchte Archer und Shirō töten, aber Archer stellt sich Gilgameshs Waffenhagel in den Weg und verschwindet, wobei er sich mit den Worten verabschiedet, dass Shirō Gilgamesh besiegen könne. Rin kehrt zurück und greift wütend Gilgamesh an. Gilgamesh möchte sie verschonen, da sie jetzt Sabers Master ist.
Saber erkennt Gilgamesh als Servant aus dem letzten Krieg wieder und Gilgamesh erklärt, wie er in der Welt verweilen konnte. Gilgamesh offenbart die Macht des Heiligen Grals, Akasha zu erreichen. Er hat allerdings nur an der zerstörerischen Natur des Grals Interesse und möchte ihn dazu benutzen, um, angewidert von der Vielzahl der Menschen, die Menschheit zu dezimieren, um anschließend über die Überlebenden als König zu herrschen. Kurz bevor er allerdings Shirō töten will, umhüllt Lancers Feuer das Schloss und Gilgamesh entscheidet sich, sich zum Ryūdōtempel zurückzuziehen, wo der Gral beschworen wird. Als Gefäß benutzt er dabei Shinji, der versucht hat zu fliehen, indem er den Niederen Gral, Illyas Herz, in Shinjis Körper einpflanzt. Shirō, Rin und Saber verlassen ebenfalls das Schloss und gehen nach Hause, um einen Plan zu entwickeln, Gilgamesh aufzuhalten. Shirō will Archers letzten Rat befolgen und Rin schließt einen Pakt mit Shirō, damit er das nötige Mana besitzt, um sich Gilgamesh entgegenzustellen.
Shirō und Rin gehen vor und entdecken den Gral, der aus Shinji entstanden ist. Saber, die nachkommen sollte um sich um Gilgamesh zu kümmern, wird aber von Assassin aufgehalten, der an den Tempel, und nicht direkt an Caster, gebunden war, und nun den Kampf mit Saber fortführen will. Da er bald verschwinden wird, beschleunigt er den Kampf, was Saber erlaubt, seinem ultimativen Angriff, Tsubame Gaeshi, zu entgehen und ihn zu besiegen. Rin versucht Shinji zu retten, während Shirō Gilgamesh bekämpfen muss. Saber taucht auf, Shirō schickt sie aber sofort zu Rin, um ihr zu helfen. Shirō beschwört seine Reality Marble um es mit Gilgameshs Noble Phantasm, Gate of Babylon, aufnehmen zu können. Rin kann Shinji ohne Hilfe nicht befreien, aber Archer schickt einen Schwerthagel und rettet sie. Saber setzt daraufhin Excalibur ein und zerstört den Gral mit dem letzten Rest ihres Manas. Im Glauben, dass Shirō sie nicht braucht, da er Rin hat, kehrt Saber in ihre Welt zurück. Da der Gral nicht das ist, was sie gesucht hat und Shirōs Kampf mit Archer ihr gezeigt hat, dass sie in ihrem Leben das Richtige getan hat, gibt Saber ihren Traum, ihre Vergangenheit zu ändern, auf, und stirbt friedvoll.
Shirō nutzt Gilgameshs Überheblichkeit und Arroganz aus und Unlimited Blade Works ist stark genug, um Gilgamesh zurückzudrängen. Als Gilgamesh bemerkt, dass er langsam verliert, reagiert er panisch, Shirō kann seinen Vorteil aber ausnutzen und besiegt Gilgamesh. Der Gral sucht nach einem neuen Gefäß und versucht, sich Gilgamesh einzuverleiben, der sich aber wehrt und sich befreien will. Archer aber lenkt Gilgamesh lange genug ab und Gilgamesh wird vom Gral einverleibt. Shirō verliert das Bewusstsein und Archer verabschiedet sich von Rin. Rin verspricht ihm, dass sie sich um Shirō kümmern werde, und Archer sagt ihr, dass sie sich keine Sorgen um ihn selber machen soll, da er seine Antwort, die er gesucht hat, gefunden hat, und verschwindet.
Einen Monat später im Epilog erklärt Rin, dass sie in einem Jahr nach der Schule nach London möchte, um zu trainieren. Sie bietet Shirō an, mit ihr als ihr Schüler zu kommen, und er willigt ein. In der finalen Szene wird der Kampf zwischen Shirō und Archer noch einmal aus Archers Sicht erzählt. Shirōs Entschlossenheit und der Glaube, dass sein Ideal etwas Wunderschönes ist, wofür es sich lohnt zu kämpfen, erneuerte seinen eigenen Glauben weiterzukämpfen. Daher gab Archer den Kampf gegen Shirō am Ende auf.
In einem alternativen Ende bleibt Saber Rins Servant und möchte Shirōs Weg weiterbeobachten.

### Heaven’s Feel
Die dritte und letzte Storyline der Visual Novel lässt Sakura Matō in die Rolle der Protagonistin schlüpfen. Im Vergleich zu 'Fate' und 'Unlimited Blade Works' zeigt sich in dieser Variante eine noch unbekannte Person: Zōken Matō.
Shirō geht nächtlich mit Saber auf eine Patrouille und erwischt Shinji als ersten feindlichen Master. Mit Leichtigkeit gewinnt Saber gegen Shinjis Servant Rider, bevor er allerdings zur Rechenschaft gezogen wird, rettet Zōken seinen Enkel. In der Nacht nähert Zōken sich dem falschen Assassin am Ryūdō Tempel und sorgt dafür, dass er in der Gestalt des echten Assassins nun der Servant von ihm selbst wird. Innerhalb des Ryūdō Tempel währenddessen finden Shirō und Saber den Leichnam von Sōichirō Kuzuki und dessen entsetzten Servant Caster. Die Chance ergreifend besiegt Saber auch Caster. Nachdem Shirō den Tempel verlassen hat, befindet sich Lancer ebenfalls vor Ort, um Informationen über den Tod von Caster zu sammeln. Allerdings wird er nach einem kurzen Kampf gegen den echten Assassin durch sein Noble Phantasm getötet.
In der nächsten Nacht treffen Shirō und Saber auf Rin und Archer, welche gerade Zōken gegenüberstehen. Entsetzt über die totgeglaubte Caster verbünden sich Archer und Saber gegen Zōken. Nachdem Saber Caster besiegt hat und Archer Zōken überwältigt hat, erscheint ein seltsamer Schatten, welcher Shirō attackiert. In der darauf folgenden Patrouille schauen sich Shirō und Saber den Tempel nochmal genauer an – werden allerdings durch Zōken und Assassin getrennt. Kurz bevor Shirō Saber zu Hilfe rufen möchte, verschwindet sein Command Spell – sie wurde besiegt. Im letzten Moment rettet Rider Shirō und begleitet ihn zurück.
Im unmittelbar nächsten Handlungsverlauf kidnappt Shinji Sakura und fordert Shirō auf alleine in die Schule zu kommen. Vor Ort schaffen Shirō und Rin es ihn kampfunfähig zu machen und erfahren, dass Riders eigentlicher Master Sakura ist. Sie verwendet ihr Noble Phantasm um durch einen Trugschluss Shirō und Rin zu töten, wodurch ihre wahre Identität als Medusa fällt. Shirō wirft sich dann vor Rin um sie zu schützen und als er kollabiert stoppt Sakura Rider. In der nächsten Szene befindet sich Shirō mit Rin in der Kirche, während Kirei Sakura operiert. In ihr wurde der Crest Worm von Zōken eingepflanzt um sie zu einem heiligen Gral zu machen. Rin entscheidet sich Sakura zu töten, bevor sie Schaden anrichtet. Allerdings entscheidet sich Shirō dagegen und flüchtet, um Sakura zu retten. Am nächsten Tag will Shirō Illya über den mysteriösen Schatten informieren und trifft dabei Rin, welche die gleiche Idee hatte. Auf dem Weg dorthin treffen sie allerdings auf Berserker im Kampf gegen Assassin und Saber Alter. Nachdem Berserker besiegt wurde, versuchen Shirō, Rin und Archer Illya zu retten. Der Schatten allerdings expandiert und Shirō verliert seinen linken Arm, während er Illya schützt. Rider kommt direkt nach dem Angriff im Wald an und hilft der Gruppe zur Kirche. Dort angekommen wacht Shirō wieder auf – Kirei hat den linken Arm von Archer auf Shirō transplantiert, da Archer tödlich verwundet wurde. In der Zwischenzeit wird Gilgamesh von dem Schatten konsumiert.
Nachdem Sakura bedingt durch die Verkörperung eines heiligen Grals langsam, aber sicher ihren Verstand verliert, entscheidet sie sich zu Zōken zu gehen, damit Shirō und Rin den Krieg überleben. Shirō will das allerdings nicht akzeptieren und folgt Sakura auf dem Weg zur Matō Mansion. Er kommt zu spät, das Einzige, was er findet, ist der Leichnam von Shinji. In seiner Abwesenheit wird Rin von Rider in seinem Haus festgehalten und Sakura ist ebenfalls eingetroffen. Im letzten Moment kann Shirō Rin retten, aber Sakuras psychischer Zustand ist schon so schlecht, dass sie denkt, sie könne Shirō nur retten, indem sie ihn tötet. Illya überredet Sakura aufzuhören, da sie mit ihr freiwillig mitkommen wird, wenn sie Shirō und Rin verschont. Saber Alter droht Shirō noch, bevor sie erneut verschwindet.
Nachdem Rin zu stark geschwächt ist, bittet Shirō Kirei um Hilfe, Illya zu retten. Gemeinsam machen sie sich auf den Weg zum Einzbern-Schloss und finden Illya unversehrt. Sie fliehen, werden allerdings von Berserker, Zōken und Assassin verfolgt. Kirei bleibt, um gegen Zōken und Assassin zu kämpfen, während Shirō und Illya weiter vor Berserker flüchten. Kirei siegt scheinbar gegen Zōken und Assassin, wird aber kurz darauf von Sakura tödlich verwundet. Mittlerweile ist Sakura zum Schatten geworden. Währenddessen entscheidet sich Shiro mit Hilfe von Archers Arm gegen Berserker zu kämpfen. Mit einer Projektion der Waffe von Berserker schafft Shirō es, Berserker zu besiegen.
In der letzten Nacht gehen Rider, Rin und Shirō gemeinsam zur Höhle unter dem Ryūdō Tempel, um Sakura aufzuhalten. Dort wartet jedoch Saber Alter und lässt nur Rin passieren. Nachdem Saber Alter und Rider mit ihren Noble Phantasm gegeneinander kämpfen, assistiert Shiro Rider mit Rho Aias, um Saber Alters verunreinigtes Excalibur abzublocken. Den finalen Stoß erledigt Shirō, er tötet Saber mit der Azoth-Klinge. In der Zwischenzeit hat Sakura Zōken getötet und kämpft gegen Rin, welche mit einer projizierten Version des Edelsteindolches von Zelretch bewaffnet ist. Mit einem Trick versucht Rin Sakura zu töten, kann sich allerdings nicht dazu überwinden und verletzt sich selbst schwer. Durch diese Aktion kehrt Sakura zur Vernunft zurück, kann den Heiligen Gral aber nicht mehr aufhalten. Shirō zückt den letzten Trumpf und befreit Sakura mittels einer Projektion des Rule Breakers von Angra Mainyu, dem verunreinigten Heiligen Gral.
Im wahren Ende („True End“) ist die letzte Szene ein Kampf zwischen Shirō und Kirei, welcher Angra Mainyu zur Geburt auf der Erde verhelfen will. Seine Zeit ist jedoch abgelaufen, er bricht nach einem Kampf leblos zusammen. Nachdem Shirō keine Kraft mehr hat, den Großen Gral zu zerstören, kommt Illya im Heaven’s-Feel-Kleid, um ihm diese Arbeit abzunehmen. Kurz davor hatte sie noch Zōken erlöst und verwendet jetzt den Heiligen Gral, um den Zugang zu schließen und Shirō mit Heaven’s Feel zu retten.
Der Epilog wird wieder aus der Sicht von Rin erzählt und spielt einige Monate nach dem Gralkrieg. Rin musste nach London, wo sie zur Verantwortung gezogen werden sollte, wurde jedoch durch Zelretchs plötzliches Auftauchen gerettet. Sie entschied sich in London zu bleiben und zu studieren und gab die Verantwortung über Fuyuki an Sakura weiter. In der Gegenwart ist Rin für einen kurzen Urlaub wieder in Fuyuki und geht zu Shirōs Haus, wo sie Taiga, Rider und Sakura antrifft. Sakura besitzt immer noch immense Manareserven, weswegen sie Rider als ihren Servant weiter in der Welt aufrechterhalten kann. Shirō kehrt vom Einkauf zurück und begrüßt Rin. Nachdem Illya Shirōs Seele mit Heaven’s Feel rettete und in ein anderes Gefäß versetzte, suchten Rin und Sakura nach einem neuen menschlichen Körper für Shirō und konnten eine alte Marionette einer berühmten Puppenmacherin (Tōko Aozaki) ersteigern. Sakura, die nun mit Shirō und Rider zusammenlebt, muss jedoch regelmäßig Shirō mit Mana versorgen. Zum Schluss fragt Rin ihre Schwester, ob sie nun glücklich sei, was diese bejaht. Gemeinsam sehen sie sich zusammen die blühenden Kirschblüten an.
In einem alternativen Ende („Normal End“) projiziert Shirō Excalibur und opfert sein Leben, um den Großen Gral zu zerstören, bevor Illya ankommt. Im Epilog hat Rin Kinder, die von Sakura trainiert werden. Sakura, die nun in Shirōs Haus lebt, wartet viele Jahre später immer noch auf Shirō, damit sie sich gemeinsam die Kirschblüten ansehen können.
In einem weiteren Ende hat Shirō es nicht geschafft, Rider zu überzeugen ihm zu helfen. So ist er gezwungen Saber alleine zu bekämpfen, während Rin zu Sakura eilt. Zwar kann Shirō mithilfe von Archers Techniken Saber schwer verwunden, jedoch hat er dabei so viele Projektionen verwendet, dass sein Verstand zusammenbricht und er geistlich stirbt. Saber, die sich langsam wieder regeneriert, bemitleidet Sakura und Rin, da die Person, die beide lieben, bereits tot ist.

## Charaktere
Shirō Emiya (衛宮 士郎, Emiya Shirō)
Shirō ist der einzige Überlebende eines Infernos vor zehn Jahren, das durch den vierten Heiligen Gralkrieg verursacht wurde. Shirōs Adoptivvater Kiritsugu Emiya rettete ihn und zog ihn auf. Nach dessen Tod lebt Shirō alleine. Er beschwört Saber, ohne es zu wissen, als er in Lebensgefahr durch einen Angriff des Servant Lancer gerät. Vom Krieg um den Gral weiß er anfangs nichts und wird später von Rin und Kirei aufgeklärt. Shirō will den Heiligen Krieg gewinnen, damit es nicht noch einmal so ein Inferno wie vor zehn Jahren geben wird. Er ist am Anfang des Spiels sowohl in Sakura als auch in Rin verliebt, verliebt sich aber auch in Saber auf den ersten Blick. Da ihm bei der Rettung durch seinen Adoptivvater die magische Schwertscheide Avalon implantiert wurde, heilen seine Wunden rapide. Seine magischen Fähigkeiten beschränken sich auf das Verstärken und die äußere Projektion von Gegenständen. Er ist außerdem sehr gut darin, Struktur und Konstruktion von Gegenständen wie eine Art Blaupause zu lesen. Im Verlaufe des Krieges erlernt Shirou durch Archers Hilfe Tracing, eine weiterentwickelte Form von Projektion, mit der er Waffen und Rüstungen vollständig reproduzieren und die Geschichte der Waffen lesen kann, wodurch er auch die Techniken der ursprünglichen Besitzer kopieren kann. Sein Tracing ist besonders effektiv und energiesparend bei Schwertern, da sich sein Element und sein Ursprung zu „Schwert“ geändert haben, nachdem Kiritsugu ihn gerettet hatte. All seine Fähigkeiten und seine Affinität zu Schwertern basieren auf Shirōs Reality Marble Unlimited Blade Works.
Saber (セイバー, Seibā)
Saber ist Shirōs Servant und als König der Ritter bekannt. Sie besitzt außergewöhnliche Kampf- und Regenerationskräfte. Ihr Noble Phantasm ist das Schwert Excalibur. Da Shirō kein Magier ist, kann er Saber keine magische Energie zukommen lassen, was sie dazu zwingt, auf ihr zweites, sparsameres Noble Phantasm zurückzugreifen: Invisible Air. Das dritte und letzte ihrer Noble Phantasm ist die Schwertscheide Excaliburs: Avalon, die sie während des Handlungsverlaufes in Fate von Shirō erhält. Saber hat einen eigenen besonders hohen Manaspeicher. Sie ist eigentlich rein körperlich nicht sehr stark, durch ihre „Mana Burst“-Fähigkeit, welche eine Art Verstärkungsmagie ist, ist sie aber selbst Berserker gewachsen. Diese Fähigkeit verleiht ihr zusätzlich einen physischen Schutz in Form einer magischen Rüstung und als Saber-Klasse ist sie zusammen mit ihrer eigenen angeborenen Resistenz nahezu immun gegen Magie. Ihre wahre Persönlichkeit ist Artoria Pendragon (アルトリア・ペンドラゴン Arutoria Pendoragon) (weibliches Gegenstück zu König Artus). Da sie kurz vor ihrem Tod einen Pakt mit der Welt schloss, um am Krieg um den Heiligen Gral teilzunehmen, ist sie eigentlich nicht tot, weswegen Saber nicht über Caliburn oder Avalon verfügen oder sich nicht wie alle anderen Servants dematerialisieren kann. Das ist auch der Grund, warum sie sich an die Geschehnisse des vergangenen Krieges erinnern kann, was normalerweise unmöglich ist.
Rin Tōsaka (遠坂 凛, Tōsaka Rin)
Rin ist das Oberhaupt der Magierfamilie Tōsaka, die eine der drei Gründerfamilien um den Heiligen Gralkrieg waren. Ihr Vater kämpfte zehn Jahre zuvor ebenfalls im Krieg. Da er in diesem starb und sie von der Tōsaka-Familie als Nachfolgerin gekürt wurde, wird sie eine der nächsten sieben Master. Sie ist heimlich in Shirō verliebt und rettet ihm anfangs das Leben mit einem Amulett, das sie von ihrem Vater geerbt hat. Den Krieg um den Heiligen Gral möchte sie unbedingt gewinnen, hauptsächlich aus Ehrgeiz. In der Schule ist sie sehr bekannt, da sie nicht nur als schön, sondern auch als ausgesprochen klug und unnahbar gilt. Ihre magischen Kräfte sind weit entwickelt. Sie wurde mit der besonderen Fähigkeit geboren, jedes der „Fünf Elemente“ zu manipulieren und zu meistern. Als Mitglied der Tōsaka-Familie ist sie spezialisiert auf Juwelenmagie und beherrscht auch, untypischerweise für Magier, chinesische Kampfkunst.
Archer (アーチャー, Āchā)
Archer ist Rins Servant. Da seine Beschwörung jedoch teilweise fehlerhaft verlief, erinnert er sich anscheinend nicht an seinen wahren Namen und seine Vergangenheit. Er ist sowohl im Bogenschießen, als auch im Nahkampf mit seinen Zwillingsschwertern Kanshō und Bakuya bewandert. Archer steht Shirō eher skeptisch gegenüber und ist stets sarkastisch, da er es bereut, ein Held und „Verbündeter der Gerechtigkeit“ (正義の味方, Seigi no Mikata) geworden zu sein. Im späteren Handlungsverlauf wird ersichtlich, dass Archer die erwachsene Form von Shirō ist, welcher den Heiligen Krieg gewann. Archer ist somit auch der einzige Servant, der nicht aus der Vergangenheit, sondern aus der Zukunft kommt. Deswegen ist er eigentlich weder ein Bogenschütze, noch ein Schwertkämpfer, sondern in Wirklichkeit ein Magier. Aus diesem Grund besitzt er kein wirkliches Noble Phantasm – so bezeichnet er lediglich seine Reality Marble Unlimited Blade Works (und damit auch alle Waffen in seiner Welt) als sein Noble Phantasm. Die Waffen innerhalb von Unlimited Blade Works sind größtenteils Replikationen der Schatzkammer innerhalb von Gate of Babylon. Caladbolg II und Hrunting werden von Archer vorzugsweise als Hōgu für den Fernkampf verwendet, indem er sie als Pfeile verschießt. Seine erschaffenen Waffen sind normalerweise mindestens einen Rang schwächer als das Original, allerdings kann Archer diese mit Mana aufladen und dann wie eine Bombe auf den Feind schießen (wodurch das Noble Phantasm normalerweise irreparabel und dieser Angriff deswegen als Broken Phantasm (壊れた幻想, Kowareta Gensō) bezeichnet wird). Der verursachte Schaden ist um einen Rang höher als die verschossene Waffe, wodurch er die Schwäche seines Tracing praktisch wieder ausgleichen kann. Rho Aias ist ein defensives Noble Phantasm, welches in der Lage ist jegliche Art von Distanzangriffen zu blockieren.
Illyasviel von Einzbern (イリヤスフィール・フォン・アインツベルン, Iriyasufīru fon Aintsuberun)
Illyasviel (Illya) ist die jüngste von allen Mastern, dank ihres Servants jedoch auch die Gefährlichste. Ihr Äußeres kann über ihre manchmal auftretende Kaltblütigkeit nicht lange hinwegtäuschen. Sie ist sehr stolz auf ihr schneeweißes Haar, welches sie von ihrer Mutter geerbt hat. Ihre Fähigkeit, Berserker zu kontrollieren, wird als außergewöhnlich angesehen. Sie wohnt in einem großen Schloss im Wald, zusammen mit ihren beiden Dienstmädchen. Ihr Vater ist Kiritsugu Emiya und ihre Mutter Irisviel von Einzbern. Sie kam ursprünglich mit dem Ziel nach Japan, Kiritsugu und Shirō umzubringen, verwirft diese Pläne aber später. Als Gefäß des Heiligen Grals ist es für sie eigentlich unmöglich den Heiligen Gral zu gewinnen, selbst wenn sie die letzte Überlebende wäre, da sie die besiegten Heldenseelen in ihren Körper aufnehmen und ihre eigenen Körperfunktionen dafür ausschalten muss. Da aber Sakura in Heaven’s Feel die meisten Seelen aufnimmt, bleibt ihr dieses Schicksal erspart. Sie ist in Wirklichkeit ein fehlerhafter Homunculus, was ihr kindhaftes Äußeres erklärt. Tatsächlich ist sie ein wenig älter als Shirō, weswegen sie sich am Ende von Heaven’s Feel für Shirō opfert, um ihren kleinen Bruder zu beschützen.
Berserker (バーサーカー, Bāsākā)
Berserker ist der Servant von Illya und der wohl gefährlichste Gegner im Heiligen Krieg. Als Berserker hat er auch seinen Verstand verloren, was ihn zu einem unberechenbaren Gegner macht. Die vorherigen Berserker haben sich meist gegen ihre Meister gewendet, doch Illya scheint Berserker gut unter Kontrolle zu haben. Trotz seiner Größe ist er sehr wendig. Er benutzt als Waffe ein kräftiges Steinschwert. In seinem früheren Leben war er Herakles, daher ist sein Noble Phantasm seine Haut, die ihn vor jedem nicht tödlichen Stoß schützt. Des Weiteren besitzt er durch seine Prüfungen 12 Leben.
Shinji Matō (間桐 慎二, Matō Shinji)
Shinji ist der ältere Bruder von Sakura Matō. Er ist ein arroganter Draufgänger und ein Kindheitsfreund von Shirō. Er ist kein Magier, da das Magierblut der Matō ausgestorben ist. Er empfindet einen regelrechten Hass und Neid gegenüber Sakura, da sie durch ihre Adoption das Erbe der Matō-Familie an seiner Stelle antreten wird. Sein Servant ist Rider. Er hat im Gegensatz zu allen anderen Master keine Befehlszauber, stattdessen kontrolliert er Rider mit Hilfe eines Buchs.
Rider (ライダー, Raidā)
Rider ist Shinjis Servant. Sie ist eher ruhig und bedacht, im Gegensatz zu Shinji. Sie würde nicht zögern, ihn mit ihrem Leben zu schützen. Allerdings ist sie in Wahrheit Sakura treu ergeben, unter anderem auch, weil sie Sakuras Leiden durch ihr ehemaliges Leben vollkommen nachvollziehen kann. Sie ist die Gorgone Medusa und antwortete auf Sakuras Ruf in den Gralkrieg, damit diese nicht so endet wie sie. Auch nachdem Sakura alle ihre Befehlszauber in Heaven’s Feel verloren hat und durch Angra Mainyu korrumpiert und manipuliert wurde, möchte Rider sie weiterhin beschützen. Als Waffen benutzt sie zwei Nägel, die an den Enden Ketten haben. Eines ihrer Noble Phantasm ist die Blutfestung Andromeda, ein territoriales Noble Phantasm, das allem, was in ihr ist, die Lebensenergie entnimmt und in Mana umwandelt. Sie besitzt wie Lancer und Saber als Rider-Klasse eine hohe Resistenz gegen Magie und ist zusammen mit Lancer der schnellste Servant im Krieg. Ihr Noble Phantasm Bellerophon ist ein Set aus goldenem Geschirr, Sattel und Zügel, die ihr gestatten, ein göttliches Tier vollständig zu kontrollieren. Rider kann durch ihre persönliche Vergangenheit einen weißen Pegasus beschwören. Wenn sie auf das Reittier steigt, ist sie um ein Vielfaches schneller, ihr Schutz gegen Magie steigt immens und alle ihre Parameter erhöhen sich um einen Rang. Eine persönliche, auf ihrer Vergangenheit beruhenden Fähigkeit ist „Kybele“, ihre mystischen Augen der Versteinerung. Rider versteinert damit jeden Servant, dessen Mana-Parameter nicht mindestens vom Rang „B“ ist und senkt jeden Parameter des Gegners, der nicht versteinert wird um einen Rang. Um ihre Identität zu schützen, verdeckt und versiegelt Rider ihre Augen meistens mit ihrem dritten Noble Phantasm Breaker Gorgon, wodurch sie vollkommen blind ist. Allerdings reichen ihre anderen Sinne vollkommen aus, um sich frei zu bewegen. Rider ist in Fate und Unlimited Blade Works stets der erste Servant der stirbt, tatsächlich ist sie aber eigentlich einer der stärkeren Servants im Krieg, was aber erst deutlich wird, nachdem Sakura in Heaven’s Feel wieder ihr Master wird.
Sōichirō Kuzuki (葛木 宗一郎, Kuzuki Sōichirō)
Kuzuki ist der Geschichtslehrer von Rin und Shirō. Er ist Casters Master und ein sehr starker Kämpfer. Kuzuki ist wie Shirō kein Magier, ist aber trotzdem sehr gefährlich, weil er ein Auftragsmörder war, der diesen Beruf aber aus Desinteresse aufgab. Er wurde zum Master, als Caster ihren eigentlichen Master ermordete und kurz bevor sie sich auflöste einen Pakt mit Kuzuki schloss. Die Rollen des Magiers und dem Servant, der den Magier beschützt, sind bei Kuzuki und Caster praktisch vertauscht. So ist er derjenige, der in den Nahkampf geht und sie vor angreifenden Servants beschützt, während Caster aus der zweiten Reihe den Gegner mit Magie angreift. Da er dann durch Casters Magie verstärkt wird, kann er sich sogar mit Saber (Shirō als ihr Master) messen. Er hat wie Shirō keinen eigenen Wunsch, den der Heilige Gral ihm erfüllen könnte und nimmt nur am Krieg teil, weil Caster ihn um Hilfe gebeten hat.
Caster (キャスター, Kyasutā)
Caster ist Kuzukis Servant und der einzige Magier unter den Servants. Sie beherrscht eine alte, mythische Sprache, welche ihr das Sprechen der Zaubersprüche verkürzt. Sie benutzt sehr starke Magie, was sie zu einem gefährlichen Gegner machen kann. Ihr Noble Phantasm ist der Dolch Rule Breaker. Dieser ist eigentlich keine Waffe, sondern ein rituelles Werkzeug. Der Rule Breaker kann jede Magie, sogar Befehlszauber und den Pakt zwischen Servant und Master, aufheben. Sie war in ihrem früheren Leben Medea. Nachdem sie sich in ihren Master Kuzuki verliebt hat, nimmt sie nur am Heiligen Gralkrieg teil, um ihre gemeinsame Zeit mit Kuzuki zu verlängern.
Assassin (アサシン, Asashin)
Assassin ist Casters Servant und somit der Servant eines Servants. Es ist das erste Mal, dass ein Servant von einem Servant beschworen wurde. Er tritt nur als Torwächter des Ryōdo-Tempels auf, um Caster vor Angriffen zu schützen. Sein Auftreten ist das eines Samurai in einem lila Kimono. Assassin behauptet zwar, Sasaki Kojirō zu sein, ist aber in Wirklichkeit jemand, dem nachgesagt wurde, dieser zu sein. Er besitzt als kein echter Held und Servant kein Noble Phantasm, aber eine göttlich ähnliche Schwerttechnik namens Tsubame Gaeshi, welche man weder blocken noch ausweichen kann, da dieser Angriff aus allen Richtungen kommt.
Kirei Kotomine (言峰 綺礼, Kotomine Kirei)
Kirei ist der Priester der Kirche, welche die Master aufnimmt, die am Heiligen Krieg nicht weiter teilnehmen, aus welchem Grund auch immer. Er ist außerdem der „Schiedsrichter“ für den Krieg um den Heiligen Gral und kümmert sich um die während des Krieges anfallenden Probleme und berät die Master auf Wunsch. Kirei besitzt zwei Servants: Lancer und Archer (Gilgamesh). Archer ist sein Servant aus dem vorherigen Krieg, welcher durch das Berühren des Heiligen Grals weiter existieren durfte. Kirei nahm am vierten Heiligen Gralkrieg teil und sollte zusammen mit seinem Vater, dem Schiedsrichter des Krieges, Tokiomi Tōsaka unterstützen, um den Gral zu gewinnen und trainierte drei Jahre unter ihm Magie. Sein Erzfeind war Kiritsugu Emiya. Obwohl er keinen Wunsch hatte, wurde er seltsamerweise vom Gral als Master erwählt und akzeptierte erst durch Gilgamesh, dass er nur dann glücklich werden kann, wenn er andere Menschen unglücklich und verzweifelt sieht. Er verriet Tokiomi daraufhin und brachte ihn hinterrücks mit der Azoth-Klinge, die er gerade von Tokiomi geschenkt bekam, um, nahm Gilgamesh als Servant auf und tötete hinterher noch Irisviel von Einzbern, ehe er im finalen Kampf gegen Kiritsugu durch einen Herzschuss getötet wurde. Allerdings erwachte er wieder zum Leben, als er durch die Berührung des verdorbenen Heiligen Grals ein neues Herz bekam. Wie er es Tokiomi zuvor versprochen hatte, kümmerte er sich danach um Rin und wurde ihr Mentor. Er scheint kein großes Interesse am Gral zu haben und nimmt nur zu seiner Unterhaltung teil. Kirei ist ein ehemaliger Vollstrecker der Kirche und beherrscht unter anderem Bajiquan. Er hatte mit seiner Frau, die Suizid beging, eine Tochter namens Caren Ortensia, die nach Fate/stay night seinen Platz einnimmt.
Lancer (ランサー, Ransā)
Lancer ist Kireis zweiter Servant. Eigentlich gehört er zu Bazett Fraga McRemnitz, doch wurde diese von Kirei ermordet. Seitdem dient Lancer Kirei. Sein einziges Noble Phantasm ist Gáe Bolg (welches allerdings einzigartig ist, da es als Waffe zwei Funktionen besitzt), welches immer in das Herz des Feindes trifft und diesen verflucht. Wunden, die durch Gáe Bolg zugefügt wurden, können nur heilen, wenn der Fluch aufgehoben wird, welcher jedoch sehr stark ist. Aufgrund seines Temperaments und seiner Tüchtigkeit in der Runenmagie hätte er auch als Berserker oder Caster beschworen werden können. Seine wahre Gestalt ist der irische Held Cú Chulainn.
Gilgamesh (ギルガメッシュ, Girugamesshu)
Der wohl stärkste Servant in Fate/stay night und König der Helden. Er trägt eine sehr auffällige, goldene Rüstung, weshalb er auch der „Goldene König“ genannt wird. Eigentlich sollte er bereits im vorigen Krieg verschwunden sein, doch er durfte durch das Berühren des Heiligen Grals weiter bleiben und es wurde ihm ein wahrer Körper aus Fleisch und Blut gewährt. Besessen von aller Schönheit der Welt, hat er das Ziel, Saber zu seiner Frau zu machen und dies um jeden Preis. Sein Noble Phantasm ist Gate of Babylon. Gilgamesh hatte zu seinen Lebzeiten alle Waffen sammeln lassen, dadurch ist er in der Lage, diese durch das Gate of Babylon hervorzurufen. Da er diese so auch verschießen kann, stuft ihn dies als Archer ein. Diese Waffen wurden nachgebaut und es entstanden neue Waffen, wie Caliburn, das nur eine Imitation eines der Schwerter aus dieser Sammlung ist. Allerdings sind die einzigen Hōgu aus Gate of Babylon, die ihn wirklich repräsentieren und nicht reproduziert werden können Enkidu und Eá. Enkidu ist eine normale starke Kette, die aber alle göttlichen Wesen fesseln und enorm schwächen kann. Sie ist nach Gilgameshs besten Freund Enkidu benannt. Eá ist ein Schwert, das, wenn Gilgamesh die ganze Macht des Schwertes einsetzt, Legenden zufolge sogar die Erde und den Himmel zerteilen soll. Dieser Angriff heißt Enuma Elish, „der Stern der Schöpfung, der Himmel und Erde zerteilt“ (天地乖離す開闢の星 Tenchi Kairisu Kaibyaku no Hoshi). Gilgamesh war im vierten Krieg der Servant von Rins Vater Tokiomi Tōsaka, bis dieser von Kirei hinterrücks ermordet wurde. Gilgamesh schloss sich daraufhin Kirei an.
Sakura Matō (間桐 桜, Matō Sakura)
Sakura ist die Schwester von Shinji Matō. Seit Kiritsugus Tod kommt sie täglich zu Shirō und macht ihm Essen oder hilft im Haushalt. Sie ist eine sehr schüchterne Person und ist heimlich in Shirō verliebt. In Heaven’s Feel erfährt man, dass sie in Wirklichkeit Rins Schwester ist, die von ihrem Vater an die Matōs übergeben wurde, um sie zu schützen. Sie ist Riders wahrer Master, gab sie aber ihrem Bruder Shinji, weil Sakura sich weigerte gegen ihre Schwester und Shirō zu kämpfen. Als Abkömmling der Tōsaka-Familie ist sie eine starke Magierin. Sie ist nicht in der Lage eines der fünf Grundelemente zu bändigen. Ihr Geburtselement ist Schatten (Imaginary Numbers), aus welchem auch Angra Mainyu (Verschmutzter Inhalt des heiligen Grals) besteht. Zōken Matō, ihr Großvater, kontrolliert diese magische Kraft mit speziellen Würmern. Jener ist ebenfalls in der Lage ihre Magie freizusetzen und sie somit in eine Urform Angra Mainyus zu versetzen. Als solche besitzt sie einen nahezu unendlichen Magievorrat. Da das Element der Schatten besonders auf magische Wesen anspricht, ist sie in der Lage als „Dark Sakura“ Servants unter ihre Kontrolle zu bringen. Sie selbst ist als Angra Mainyu ebenfalls vom Schattenelement betroffen, sodass sie dem Wahnsinn verfällt.
Zōken Matō (間桐 臓硯, Matō Zōken)
Zōken ist Kariyas und Byakuyas „Vater“, Shinjis und Sakuras Großvater und das Oberhaupt der Matō-Familie. Geboren als Makiri Zolgen half er als Oberhaupt der Zolgen-Familie bei der Erschaffung des Heiligen Grals vor über 200 Jahren und erfand zusätzlich das Befehlszaubersystem um die Servants zu kontrollieren. Als Erzmagus Lizleihi Justica von Einzbern, für die er Gefühle empfand, sich als Herzstück des Grals opferte, schwor er den Gral vervollständigt und somit die 'Dritte Wahre Magie „Heaven’s Feel“ ', das wahre Ziel der von Einzberns, mit seinen eigenen Augen zu sehen. Um dies noch zu erleben und seinen Körper zu erhalten, bediente er sich seiner magischen Würmer, was letzten Endes dazu führte, dass seine Seele anfing zu verrotten und er später nur noch nachts umherwandern konnte. Allerdings reagierte er sehr frustriert und wütend, nachdem nach drei Heiligen Gralkriegen es noch immer kein Einziger es geschafft hatte, den Gral zu gewinnen. Er hat längst sein wahres Ziel aus den Augen verloren und strebt durch den Gral nur noch nach Unsterblichkeit. Da aus merkwürdigen Gründen das Blut seiner Familie anfing, immer schwächer zu werden, und sein letzter Erbe, Shinji, überhaupt keine Magie benutzen kann, bat er die Tōsaka-Familie, die seit der Erschaffung des Grals ein Verbündeter der Matō-Familie ist, ihnen das zweite Kind von Tokiomi, Sakura Tōsaka, zu überlassen, um sie zur neuen Erbin der Matō-Familie zu trainieren. Er spielt in Fate und Unlimited Blade Works absolut keine Rolle und taucht erst in Heaven’s Feel auf. Nachdem er sieht, wie inkompetent Shinji ist, beschließt er, selbst als Master am fünften Heiligen Gralkrieg teilzunehmen, und benutzt Assassins Körper, um seinen eigenen Servant True Assassin zu beschwören. Er benutzt Sakura als Gefäß für Angra Mainyu und versucht mit True Assassin die anderen Master und Servants zu vernichten. Sein Vorname war ursprünglich Makiri. Er änderte seinen Namen (und damit auch den der Familie) von Makiri Zolgen in Zōken Makiri (マキリ臓硯, Makiri Zōken) und später in Zōken Matō um, als er nach Fuyuki zog.
True Assassin (真アサシン, Makoto Asashin)
True Assassin ist ein äußerst gefährlicher Servant, der nur in Heaven’s Feel auftaucht, nachdem Zōken Matō Assassins Körper benutzte, um den wahren Assassin zu beschwören. Er ist bis auf die aschengraue Maske, die sein Gesicht versteckt, vollkommen in schwarz gehüllt. Im Gegensatz zu Assassin kann True Assassin seine Präsenz vollkommen verbergen und besitzt einen effektiven Schutz gegen Wind, ist aber im Kampf gegen andere Servants deutlich schwächer. Alle True Assassins teilen sich eine kollektive Identität und erschienen in jedem Heiligen Gralkrieg. Er ist in Wirklichkeit einer der 19 Hasan-i Sabbāhs, dem Anführer der Assassinen. Da der Name „Assassin“ sich eben auf diese Assassinen bezieht und somit ein Katalysator für sich ist, wird eigentlich stets Hasan-i Sabbah beschworen – da allerdings Caster als ein Servant, und somit als kein vollwertiger Master, Assassin beschwor, wurde diese Regel übergangen. Sein Noble Phantasm ist wie bei allen True Assassins ein modifizierter Teil seines Körpers und heißt Zabaniya – in diesem Fall ist es sein rechter Arm. True Assassin kann sein Opfer damit verfluchen und erschafft ein Spiegelbild des Herzens des Opfers. Indem er das falsche Herz vernichtet, kann er gleichzeitig das echte Herz zerstören. Wenn er die Brust des Opfers berührt, kann er die beiden Herzen auch vertauschen und das echte Herz verschlingen, um die Intelligenz des Opfers zusätzlich zu erhalten. Diese Fähigkeit umgeht jegliche physische Verteidigung, jede physische Rüstung und Distanz spielt also keine Rolle für ihn. Er ist im direkten Kampf Assassin und eigentlich jedem anderen Servant unterlegen, weswegen er es bevorzugt, die Master anzugreifen.
Kiritsugu Emiya (衛宮 切嗣, Emiya Kiritsugu)
Kiritsugu ist der Stiefvater von Shirō. Er hatte ihn bei dem Brand während des vierten Heiligen Krieges gerettet. Shirō verehrt ihn sehr und hat sich wegen seiner letzten Worte dazu entschieden, ein Held zu werden. Kiritsugu war in der Vergangenheit aufgrund seiner Fähigkeiten und seiner Teilzeitbeschäftigung als Auftragsmörder als Magierkiller (魔術師殺し majutsushi goroshi) bekannt. Neun Jahre vor Anfang des vierten Krieges um den Heiligen Gral wurde er von den von Einzberns für den bevorstehenden Krieg angeheuert. Er trat dann zusammen mit seiner Frau, Irisviel von Einzbern, mit der er Illya zeugte, und Saber im vierten Krieg an. Er erkannte jedoch, dass der Heilige Gral durch Angra Mainyu beschmutzt wurde, und befahl Saber daraufhin mit zwei Befehlszaubern, diesen zu zerstören. Für diesen Befehl hasst Saber Kiritsugu, da sie sein Handeln nicht verstanden hatte. Allerdings bemerkte er seinen Fehler sofort, da er nur die äußere Hülle und nicht das Tor zum Großen Gral vernichtete, dessen zerstörerischer Inhalt dann auf Fuyuki landete und später das große Inferno auslöste. In den Jahren nach dem Krieg ging so gut wie alles schief bei ihm. Er konnte durch einen Fluch von Angra Mainyu bis zu seinem Tode nichts als Reue empfinden und machte sich immer wieder auf den Weg nach Deutschland, um seine Tochter Illya zu finden. Da er aber einen Großteil seiner Fähigkeiten als Magier verlor, konnte er nicht länger die Barrieren der von Einzberns durchqueren, und so starb er schon im Alter von 34, fünf Jahre nach Ende des Krieges durch den Fluch, der mit der Zeit seinen Körper zerstörte.
Taiga Fujimura (藤村 大河, Fujimura Taiga)
Taiga ist die Enkelin eines lokalen Yakuza-Bosses, mit dem Kiritsugu gut befreundet war. Nach Kiritsugus Tod hat sie sich zum Ziel gesetzt, Shirō an seiner Stelle zu beschützen. Sie ist gleichzeitig noch seine Englisch- und Klassenlehrerin. Sie ist zuständig für den Bogenschützen-Klub, in welchem Shirō früher war. Taigas Spitzname ist „Tiger“ (japanisch ausgesprochen „Taiga“), welchen sie jedoch selbst hasst. Shirō nennt sie deshalb Fuji-nee (große Schwester Fuji), da sie sich fast wie Geschwister sehen. Kiritsugu fühlte sich stets in ihrer Anwesenheit wohl und vertraute ihr sehr, da sie ihn sehr an seine Kindheitsfreundin und Jugendliebe Shirley erinnerte. Zusammen mit Illya leitet sie das Tiger Dojo – ein Ort, in dem der Spieler landet, wenn er durch falsche Entscheidungen vorzeitig ein Spielende herbeiführt und Tipps bekommt.

## Veröffentlichung
Das Spiel für den PC erschien im Januar 2004. 2005 erschien das Sequel Fate/hollow ataraxia und 2007 das Beat ’em up Fate/tiger colosseum für die PSP. 2007 folgte eine jugendfreie Fassung unter dem Namen Fate/stay night [Réalta Nua] für die PlayStation 2, welche auch 2012 für den PC als Download und später im selben Jahr für die PS Vita erschien. Im Dezember 2008 erschien das Beat ’em up Fate/unlimited codes für die Playstation 2, im Juni 2009 folgte eine Umsetzung für die PSP unter dem Titel Fate/unlimited codes Portable. Des Weiteren wurde für den 22. Juli 2010 das Rollenspiel Fate/Extra für die PSP angekündigt.

## Adaptionen

### Manga
Eine Manga-Adaption von Nishiwaki Datto erschien Kadokawa Shotens Manga-Magazin Gekkan Shōnen Ace ab der Ausgabe 2/2006 von Dezember 2005 und erzählt die Geschichte des Unlimited Blade Works-Handlungsstrangs, jedoch mit einigen Abweichungen. Am 26. Mai 2006 erschien der erste Sammelband. 2012 wurde die Serie abgeschlossen, insgesamt sind 20 Bände erschienen. Auf Englisch erschien der Manga bei Tokyopop, eine deutsche Übersetzung erschien von Juli 2018 bis Januar 2020 komplett beim gleichen Verlag. Darüber hinaus kamen Übersetzungen ins Französische, Italienische, Spanische und Portugiesische heraus.
Eine Manga-Fassung der Geschichte Heaven’s Feel erschien ab Mai 2015 in Kadokawa Shotens Magazin Young Ace. Gezeichnet wurde die Serie von Taskohna.

### Anime
| Titel                                               | Premiere         | Episoden |
| --------------------------------------------------- | ---------------- | -------- |
| Fate/stay night                                     | 7. Januar 2006   | 24       |
| Fate/stay night: Unlimited Blade Works (Film)       | 23. Januar 2010  | Film     |
| Fate/stay night: Unlimited Blade Works (Animeserie) | 4. Oktober 2014  | 26+1 OVA |
| Fate/stay night: Heaven's Feel I. Presage Flower    | 14. Oktober 2017 | Film     |
| Fate/stay night: Heaven's Feel II. Lost Butterfly   | 12. Januar 2019  | Film     |
| Fate/stay night: Heaven's Feel III. Spring Song     | 15. August 2020  | Film     |

#### Fate/stay night
2005 produzierte Studio Deen eine Anime-Fernsehserie zum Spiel, bei der Yuji Yamaguchi Regie führte. Das Charakterdesign stammt von Megumi Ishihara und die künstlerische Leitung übernahm Toshihisa Koyama. Der Anime folgt der Handlung von Fate, ergänzt um einige Elemente der anderen Handlungsstränge. Die Serie wurde ab dem 7. Januar 2006 kurz nach Mitternacht (und damit am vorherigen Fernsehtag) durch TV Saitama ausgestrahlt, wenige Tage später begann die Ausstrahlung durch die Sender Chiba TV, KBS Kyōto, MX TV, Sun TV, TV Aichi und TV Kanagawa. Die Erstausstrahlung der 24 Folgen war am 17. Juni 2006 beendet. Die Serie wurde durch den Sender Animax in Lateinamerika, Südkorea und Südostasien ausgestrahlt und erschien in Nordamerika sowie in Frankreich auf DVD.
Am 22. Januar 2010 wurde unter dem Titel Fate/stay night TV Reproduction eine Zusammenfassung des Anime auf DVD und Blu-ray Disc veröffentlicht. Einen Tag später, am 23. Januar 2010, lief der Kinofilm Fate/stay night Unlimited Blade Works in Japan an, der den Unlimited Blade Works-Handlungsstrang zur Basis hat. Der Film wurde in Deutschland durch das Label Animaze am 27. Mai 2011 veröffentlicht, der Vertrieb erfolgte durch WVG Medien.

##### Musik
Die Musik der Serie wurde von Kenji Kawai komponiert. Als Vorspanntitel verwendete man disillusion und Kirameku Namida wa Hoshi ni von Sachi Tainaka. Die Abspannlieder sind Anata ga Ita Mori (あなたがいた森) und Hikari (ヒカリ) von Jyukai sowie Kimi to no Ashita (君との明日) von Sachi Tainaka.

##### Synchronisation
Die deutsche Synchronisation wurde bei Aaron Film angefertigt.
| Rolle                   | japanischer Sprecher (Seiyū) | deutscher Sprecher (Film) |
| ----------------------- | ---------------------------- | ------------------------- |
| Shirō Emiya             | Noriaki Sugiyama             | Helwig Arenz              |
| Saber                   | Ayako Kawasumi               | Iris R. Hassenzahl        |
| Rin Tōsaka              | Kana Ueda                    | Lisa Braun                |
| Archer                  | Jun’ichi Suwabe              | Stefan Rieger             |
| Shinji Matō             | Hiroshi Kamiya               | Patrick L. Schmitz        |
| Rider                   | Yū Asakawa                   |                           |
| Illyasviel von Einzbern | Mai Kadowaki                 |                           |
| Sakura Matō             | Noriko Shitaya               |                           |

#### Fate/Zero

Fate/Zero logo

Die Light Novel Fate/Zero wurde vom Animationsstudio Ufotable unter der Regie von Ei Aoki als 25-teilige Fernsehserie adaptiert, die 2011 und 2012 in Japan ausgestrahlt sowie international online verbreitet wurde. Eine deutsche Fassung erschien bei Peppermint Anime auf BluRay und DVD.

#### Fate/stay night: Unlimited Blade Works
Nachdem Unlimited Blade Works bereits 2010 von Studio Deen als Anime-Film umgesetzt wurde, folgte 2014 eine erneute Adaption als Anime-Fernsehserie durch Studio Ufotable. Regie führte Takahiro Miura der bereits für die TypeMoon-Verfilmung Kara no Kyōkai – the Garden of sinners: Verlorene Erinnerung verantwortlich war. Die Folgen wurden jeweils von Oktober 2014 bis Dezember 2014 und April 2015 bis Juni 2015 im japanischen Fernsehen ausgestrahlt.

#### Fate/stay night: Heaven's Feel
Ufotable animierte darüber hinaus auch eine Filmtrilogie basierend auf der Heaven's Feel Route, der dritten und letzten Handlungsroute des Visual Novels Fate/stay night. Die Regie übernahm Tomonori Sudō und das Drehbuch stammt von Akira Hiyama. Die Musik wurde von Yuki Kajiura komponiert. Der Hauptfokus liegt auf den Figuren Shirou Emiya und Sakura Matou, welche als Magier, in den heiligen Gral Krieg verwickelt werden.
Fate/stay night: Heaven’s Feel I. Presage Flower
Der erste Film mit dem Titel Fate/stay night: Heaven's Feel I. presage flower wurde in Japan am 14. Oktober 2017 veröffentlicht. In Deutschland präsentierte Peppermint Anime den Film das erste Mal im Rahmen des AKIBA PASS Festivals in einigen deutschen Kinos. Am 21. und 24. Juni 2018 startete der Film offiziell in ausgewählten deutschen Kinos, wo er sowohl in deutscher Synchronfassung als auch in der Originalversion mit deutschen Untertiteln zu sehen war. Laut Mediabiz sahen insgesamt 3800 Leute den Film in 108 deutschen Kinos, wobei ein Umsatz von 48.000 Euro erzielt und Platz 19. der deutschen Kinocharts erreicht wurde. Der Disc-Release mit deutscher und japanischer Synchronisation war am 16. November 2018.
Fate/stay night: Heaven's Feel II. Lost Butterfly
Der zweite Film Fate/stay night: Heaven's Feel II. lost butterfly wurde in Japan am 12. Januar 2019 veröffentlicht. Am 24. Februar 2020 erschien durch Peppermint Anime die deutsche Fassung auf Blu-Ray und DVD.
Fate/stay night: Heaven's Feel III. Spring Song
Der dritte Film Fate/stay night: Heaven's Feel III. spring song wurde in Japan am 15. August 2020 veröffentlicht. Der Film belegte am ersten Wochenende mit 274.017 verkauften Tickets den ersten Platz der japanischen Kinocharts. Am 2. September 2021 erschien durch Peppermint Anime die deutsche Fassung auf Blu-Ray und DVD.

### Light Novel
Unter dem Titel Fate/Zero erschien in Japan ab Dezember 2006 eine Light Novel von Nitroplus, die von Type-Moon vertrieben wurde. Die Light Novel wurde illustriert von Takashi Takeuchi. Die Reihe lief bis Dezember 2007 und wurde mit dem vierten Band abgeschlossen.
Sie behandelt den vierten Kampf um den Heiligen Gral, der mit dem Feuerinferno endete, in dem die Vorgeschichte von Fate/stay night beginnt.

## Rezeption
Die Visual Novel verkaufte sich in den ersten drei Jahren nach Veröffentlichung über 150.000 Mal in Japan. Die Bände der Mangaserie erreichten in Japan häufig Platzierungen in den Mangacharts. So war Band 9 zwei Wochen in den Verkaufscharts und konnte in dieser Zeit 66.000 Exemplare absetzen. Der 20ste und letzte Band stand mit 40.000 Verkäufen ebenfalls noch zwei Wochen in den Verkaufscharts.
Die deutsche Zeitschrift AnimaniA lobt die Spielereihe als „einzigartige Fantasy-Welt“ mit „bewegenden Storylines“, die sich in eine eigene, komplexe Welt ihres Autors Kinoko Nasu einfügten. Bei der deutschen Veröffentlichung des Kinofilms Unlimited Blade Works lobt die Animania die hohe Animationsqualität, der die Veröffentlichung auf Blu-ray zugutekomme, die gerade in den „atemberaubend, explizit inszenierten Kämpfen“ beeindruckende Effekte zeige. Dazu würden Computeranimationen zurückhaltend eingesetzt und passend integriert. Dazu kommen wuchtige Soundeffekte und der „heroisch-orchestrale Soundtrack“ von Kenji Kawai. Inhaltlich sei der Film Fans des Franchise zu empfehlen, während Neulinge „etwas ins kalte Wasser geworfen“ würden. Unter den Auftritten fast jedes der unzähligen Charaktere würde die Handlung etwas leiden, da man sich so kaum mit ihnen identifizieren und mitfühlen könne. Auch sonst sei die Handlung sehr vollgepackt und kaum zu durchschauen. Wegen der fast ausnahmslos wenig erfahrenen Sprecher wirkten die Dialoge der deutschen Fassung jedoch etwas künstlich und steif.
Bei der Neuverfilmung von Unlimited Blade Works als Serie hebt die Animania dann positiv hervor, dass nun ausreichend Zeit gegeben werde, die Charaktere und Geschehnisse sich entwickeln zu lassen. Die Animationsqualität habe im Vergleich zum Kinofilm nicht nachgelassen: Studio ufotable „brenne ein Feuerwerk ab“ mit „beeindruckenden computeranimierten Lichteffekten“. Der Soundtrack biete heroischen Pathos eines klassischen Orchesterscores, „effektvoll kombiniert mit fiebrigen Breakbeats“. Für Fans des Franchise sei die Serie daher ein Muss.